# 安妮·弗蘭克
安内莉斯·瑪麗·法蘭克 （德語：Annelies Marie Frank，1929年6月12日—1945年2月／3月），生於德国的荷兰犹太人，第二次世界大战納粹大屠殺中最著名的受害者之一，得年15歲。隨著《安妮日記》的發行，當中記錄1942年6月12日至1944年8月1日期間，安妮親身經歷第二次世界大戰中德國佔領荷蘭的生活，此書於她去世後出版，成為第二次世界大战期間納粹德國滅絕犹太人的著名見證，亦是世界上最著名的書之一，此書亦成為不少戲劇與電影的基礎。
安妮·法蘭克生於德國美因河畔法兰克福，其一生中大部分時光都生活在荷蘭阿姆斯特丹或附近地區，當纳粹主义控制德國時，年僅四歲半的她隨家人一起搬到那裡。原為德國國民的她於1941年失去其公民身份，因而無國籍；1940年5月，安妮·法蘭克一家由於德國佔領荷蘭的關係而被困於阿姆斯特丹。1942年7月，隨著受迫害的犹太人口增加，全家躲藏於安妮的父親奧托·法蘭克工作的大樓書櫃後方的一些隱蔽的房間之中；從那時起，安妮以作為她13歲生日禮物的日記本作記事並定期記事在其中。1944年8月，藏身處被盖世太保給查獲，眾人在被捕後送往納粹集中營；1944年10月／11月，安妮和她的姐姐瑪戈·法蘭克從奥斯威辛集中营轉移到贝尔根-贝尔森集中营，她們倆在幾個月後在那裡因病過世（可能是因斑疹傷寒過世）。最初由国际红十字与红新月运动估計安妮·法蘭克姊妹於1945年3月過世，而荷蘭當局把她們的正式過世日期定為當年的3月31日，然而安妮·弗兰克之家於2015年的研究表明，她們更有可能在2月過世。
全家的唯一倖存者—奧托·法蘭克於戰爭結束後返回阿姆斯特丹，發現他女兒的日記被秘書梅普·吉斯保存下來，他努力讓它得以在1947年出版。它從原始的荷蘭語版本翻譯而成為英語版本的《安妮日記》，於1952年首次出版，此後該日記已被翻譯成60多種語言於多國推出，成為全世界發行量最大的圖書之一，亦成為不少戲劇與電影的基礎。
1999年，《時代雜誌》把她列入「20世纪全世界最具影響力的一百人」；一颗編號為5535的小行星也以她的名字命名為「5535 Annefrank」；2004年她在《最伟大的荷兰人》的票選當中排名第八位，次於排名第七的偉大荷蘭民族英雄兼海軍名將—米希尔·德·鲁伊特。

## 早期生活

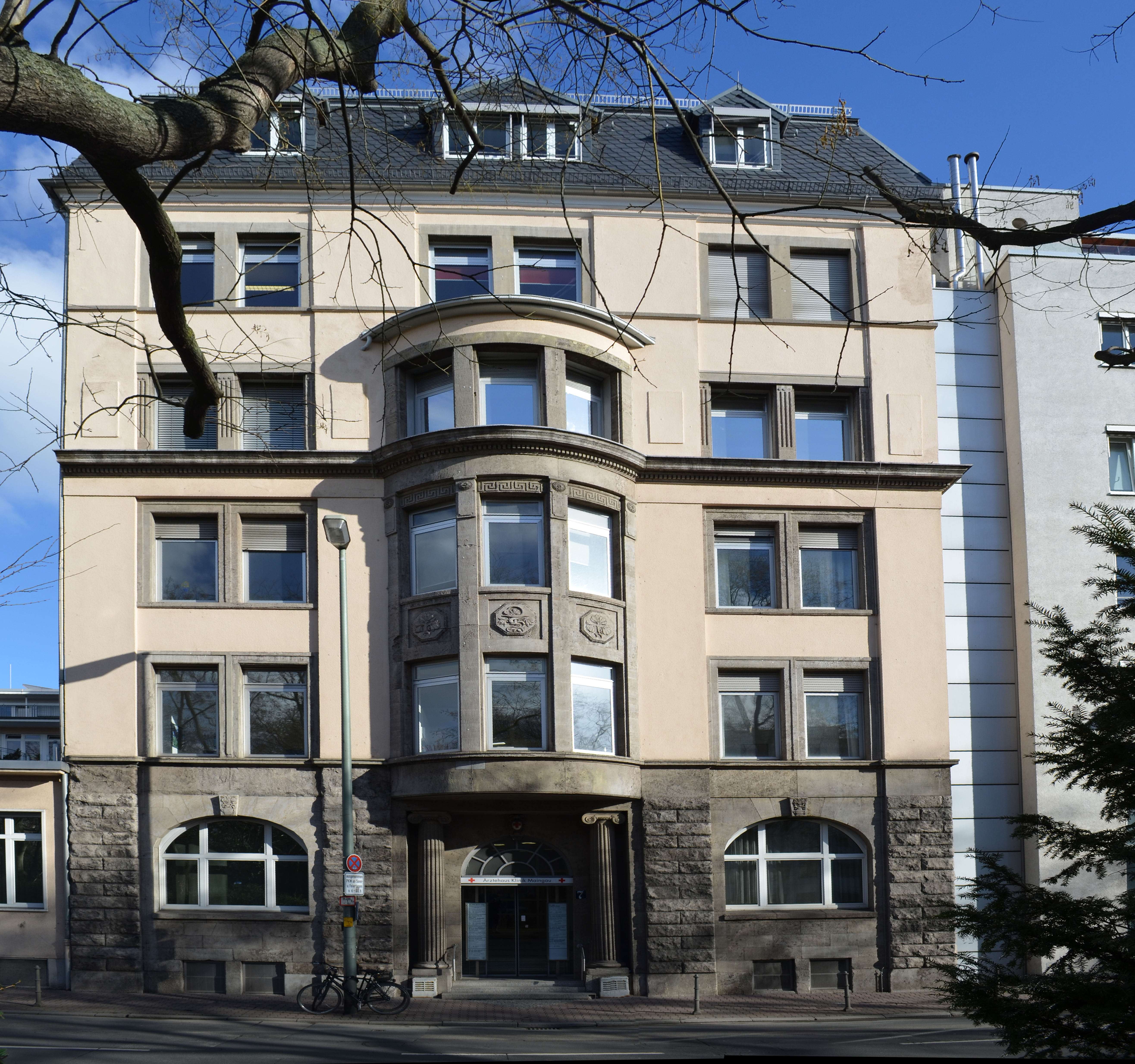
安妮·法蘭克的出生地 — 紅十字會診所。

安妮·法蘭克在1929年6月12日出生於德國法蘭克福市的紅十字會診所，其父母是奧托·法蘭克（1889-1980）與埃迪特·法蘭克-霍倫德。安妮的家庭成員還包括其年長三歲的姊姊瑪戈·法蘭克（1926-1945），而安妮是家中的次女。安妮出生時名為安内莉斯·瑪麗（或），但其親友都以暱稱「安妮」來稱呼她，有時其父也會來稱呼她為「小安妮（Annelein）」。
法蘭克一家信奉猶太教的分支 — 猶太教改革派，此分支只遵守部分原猶太教條，而忽略及摒棄了大量原猶太教傳統。他們生活於一個猶太人與各種宗教的非猶太人群居的同化社區中，而安妮的父親奧托曾在第一次世界大戰時曾出仕德國政府，並因此曾獲授勳。他熱衷於追求學術知識，並擁有藏書豐富的圖書館，而安妮的母親埃迪特是個比其父母更虔誠的猶太教教徒，安妮的父母都鼓勵小孩多閱讀。在安妮出生的時候，這個家庭住在法蘭克福多恩布施區马尔巴赫路307號的一所房子裡，他們在那裡租了兩層樓。1931年，他們全家搬到岡霍費爾街（Ganghoferstraße）24號被稱為“多恩布施時尚自由區”的詩人區（Dichterviertel）。兩所房子也存在至今。

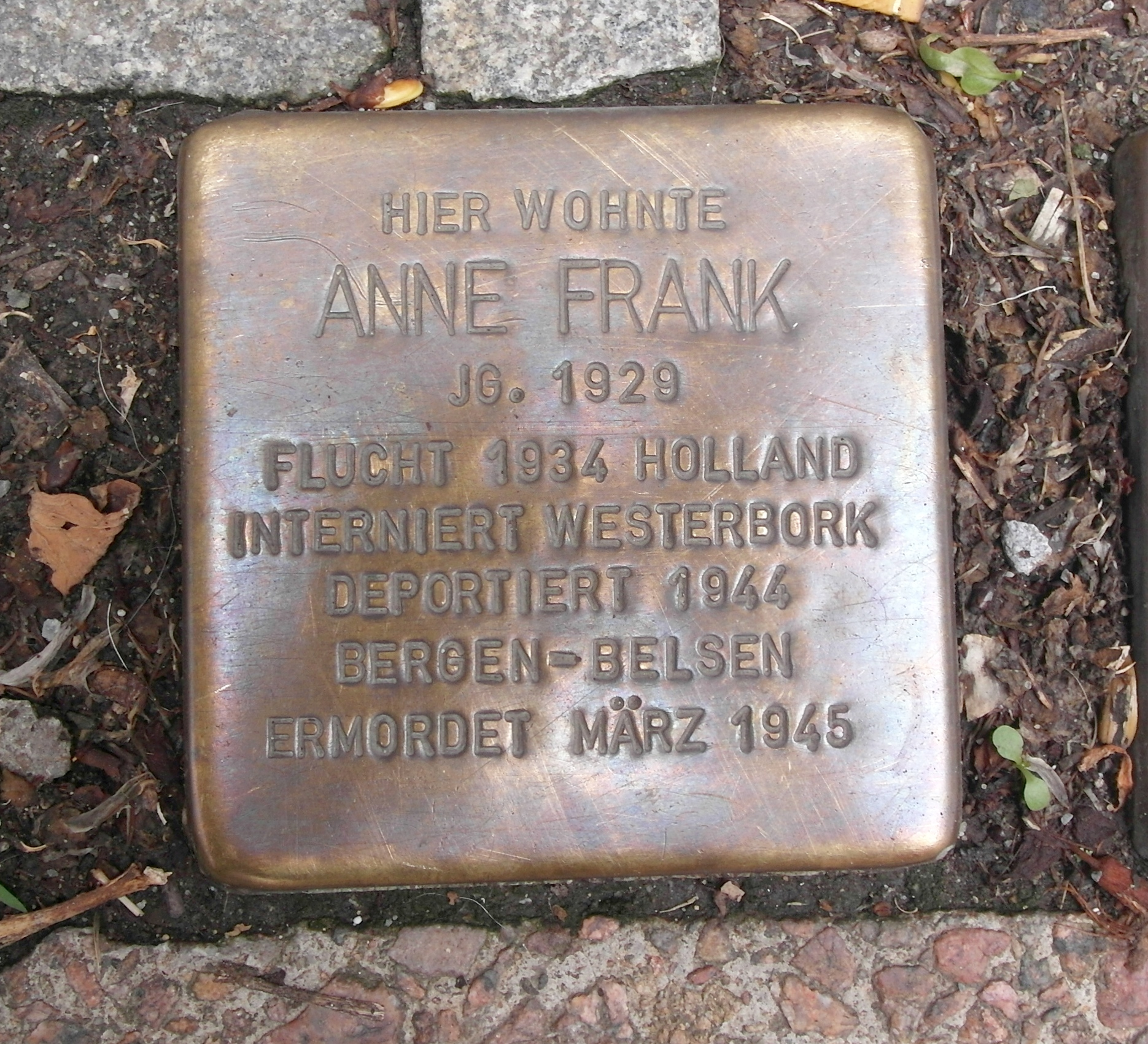
安妮位於亞琛的外婆屋前的「绊脚石」。

1933年3月13日，法蘭克福進行了市議會選舉，當阿道夫·希特拉領導的納粹黨於1933年3月德國國會選舉勝出後，反猶太主義此後迅速興起，法蘭克一家開始擔心如繼續留在德國恐怕會對自身安全構成威脅。同年接近年尾時埃迪特帶著孩子們走避到居於亞琛的外婆羅莎·霍倫德的家中暫居，而奧托則繼續留在法蘭克福，但當他收到在阿姆斯特丹開設公司業務的邀請後，他決定搬到那裡組織業務並為家人安排新住所。奧托的公司名為奥佩克塔的公司，負責批發由各種水果提煉出來的果膠。他並在阿姆斯特丹近郊的梅爾韋德廣場找到一套公寓。1934年2月，埃迪特帶著孩子來到阿姆斯特丹跟他團聚。法蘭克一家是1933年至1939年期間離開德國的30萬名猶太人之一。
遷到阿姆斯特丹後，法蘭克夫婦也重新為他們的兩個女兒安排下進入學校，姐姐瑪戈入讀一所公立學校，而安妮則入讀蒙特梭利教育學校。姊妹倆在學業上各有專長，瑪戈精於算術，而安妮則於閱讀和寫作的能力比較優異。安妮的朋友漢內莉·戈斯拉爾憶述，從童年的開始，安妮經常寫作，雖然她經常會用手蓋著內容並拒絕討論其寫作內容，然而這些作業後來並沒有保留下來。同時瑪戈和安妮在個性上也有著鮮明的差別，瑪戈舉止彬彬有禮、保守和勤奮好學，而安妮則敢言、有活力和外向。
1938年，奧托開設第二間公司，名為Pectacon，是草藥、醃漬鹽、混合香料，用於生產香腸的香料批發商。由德國奥斯纳布吕克舉家搬來的赫爾曼·范·佩爾斯受聘為公司的香料顧問，他原是一名猶太人屠夫，與他的家人逃出奥斯纳布吕克，奧托跟他合夥成立Pectacon公司。1939年，埃迪特的母親，瑪戈和安妮的外婆來到與法蘭克一家生活，並跟他們一家同住直至1942年1月去世。
1940年5月，德軍入侵並迅速佔領荷蘭，新成立的納粹政府開始通過實施嚴格限制性和歧視性法律來迫害猶太人，荷蘭的新統治者阿圖爾·賽斯-英夸特也在荷蘭執行反猶法律，隨後政府便實行強制登記和種族隔離。奧托試圖安排全家移民到美國—他認為唯一可行的目的地—然而，法蘭克的簽證申請從未得到處理，原因包括美國駐鹿特丹領事館的關閉以及那裡的所有文書工作都丟失，包括簽證的申請。即使簽證申請獲處理，當時的美國政府也擔心仍然在德國的近親有可能因被勒索而成為納粹間諜。

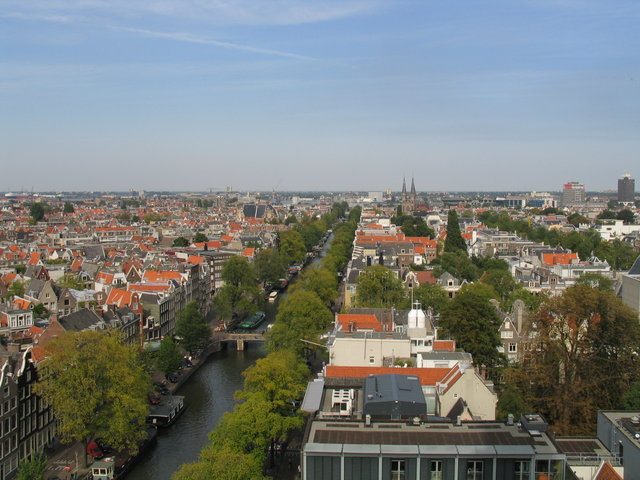
2004年在西教堂拍下的相片，圖中右下方的是安妮所種的樹，而背後橙色屋頂淺色牆壁就是那秘密建築的地方。

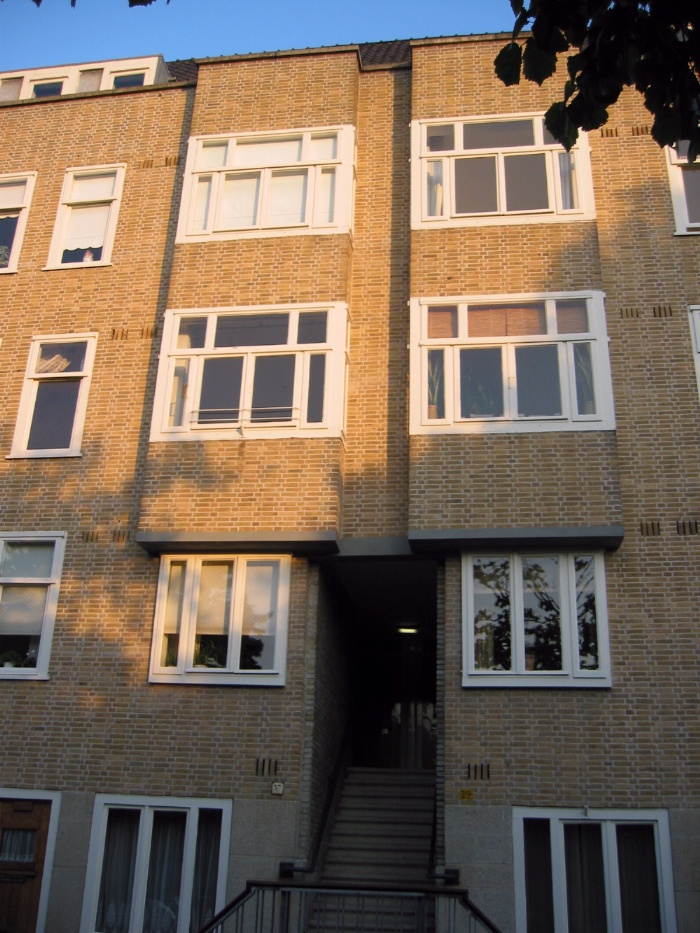
法蘭克一家於1934年至1942年所居住的公寓大樓，位於梅爾韋德廣場。

1941年4月，奧托·法蘭克採取行動防止Pectacon作為猶太人企業被政府沒收，他將股份轉移給約翰內斯·克萊曼，並辭去董事職務。該公司被清盤，所有資產轉移到吉斯領導的公司。同年12月，奧托採取了類似的措施來拯救母公司奥佩克塔。業務在幾乎沒有明顯的變化下繼續經營，奧托賺取最低收入以讓公司得以生存，但足以讓他們一家生活。1941年夏天，儘管法蘭克姊妹在學校裡表現優秀且得到很多朋友，但基於猶太兒童只可到猶太學校上學的新規定下，她們不得不轉到猶太學校就讀。安妮在此期間開始寫日記。她們倆在猶太學校認識到雅克利娜·范·馬爾森，並結為好友。同年7月22日，安妮探出住家陽台的身影被偶然記錄在鄰居結婚時拍攝的影片中，這段約5秒的畫面也是安妮唯一已知的影音紀錄。

## 日記中的生活情況

### 躲藏前

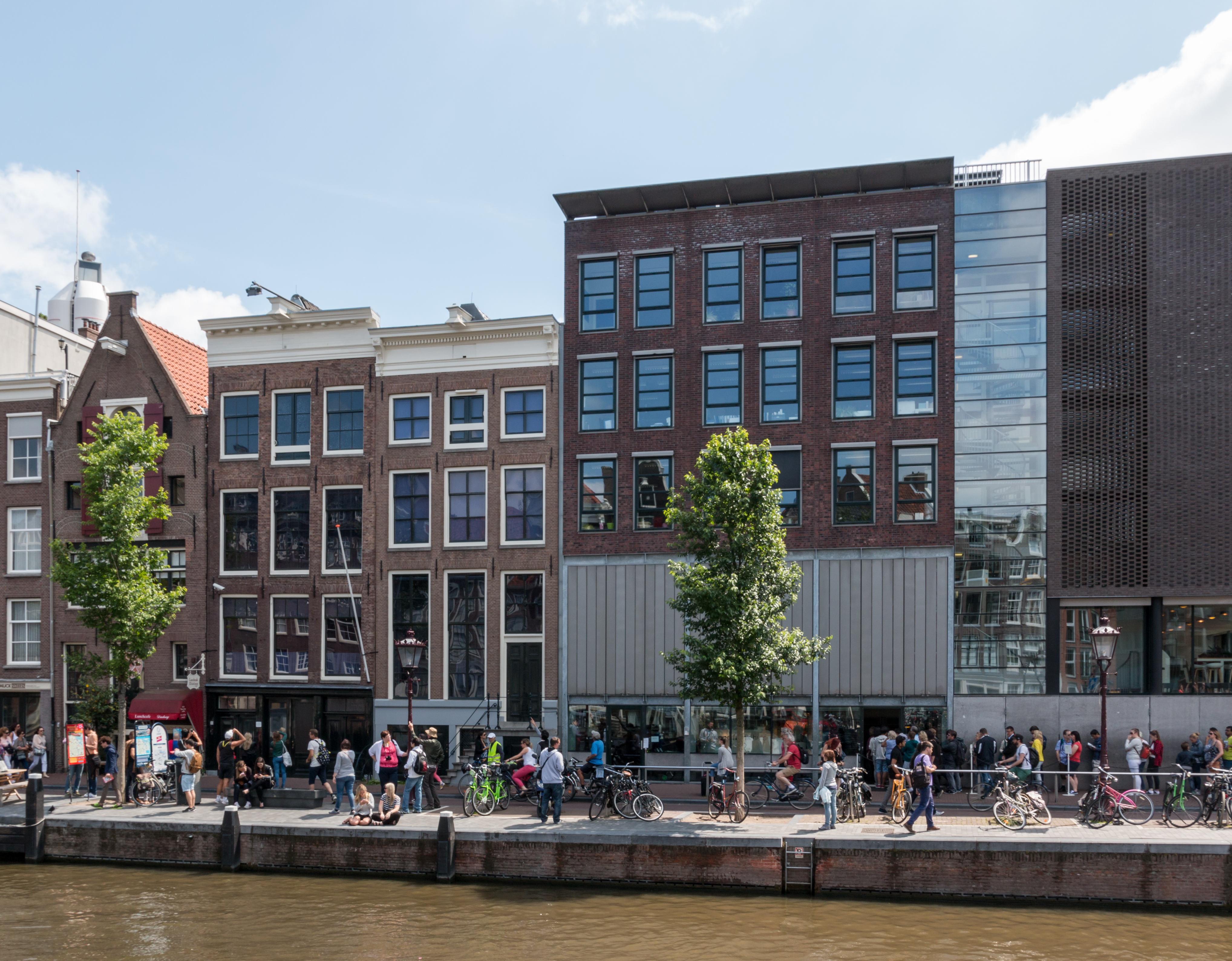
位於阿姆斯特丹王子運河畔，托皮卡舊公司大樓的正面（左側建築），現為安妮·法蘭克之家，攝於2015年。

1942年6月12日，當安妮正慶祝13歲生日時，她收到一份前幾天曾向父親展示過的在商店櫥窗中的記事本作為生日禮物。那是一本四邊是紅白格子布封面的記事本，封面前附有一個小鎖。奧托希望女兒以它作為日記使用，她興奮得幾乎立即開始寫作。她開始在日記中記載日常生活中的各種瑣事，如自己、家人和朋友、校園生活、鄰居，甚至與一些男孩嬉戲的情況。雖然她於早期日記中所記錄的是生活和世俗方面的事，但她還討論在德國佔領下周遭發生的事情的變化，其中有些變化是表面上難以察覺的。在1942年6月20日的記錄中，她列出許多對荷蘭猶太人在生活上的限制，以及記錄年初她對外祖母離世的悲傷。
1942年7月，納粹黨不斷迫害猶太人家庭，法蘭克夫婦計劃於1942年7月16日跟孩子們找地方躲起來，但安妮的姐姐瑪戈·法蘭克於7月5日收到一份由猶太移民局中央辦公室所發的徵召通告，命令她到附近的勞動營報到。他們一家被迫將躲藏計劃推前十天。安妮在躲藏之前不久把一本書、一套茶具、一罐寶石和他們家的貓交給她的鄰居兼朋友陶子·庫柏斯（Toosje Kupers）給保管。正如美聯社報導：「我擔心我的寶石，因為我害怕它們可能會落入納粹之手」庫柏斯說這是安妮告訴她的。「你能幫我保管一段時間嗎？」

### 躲藏生活

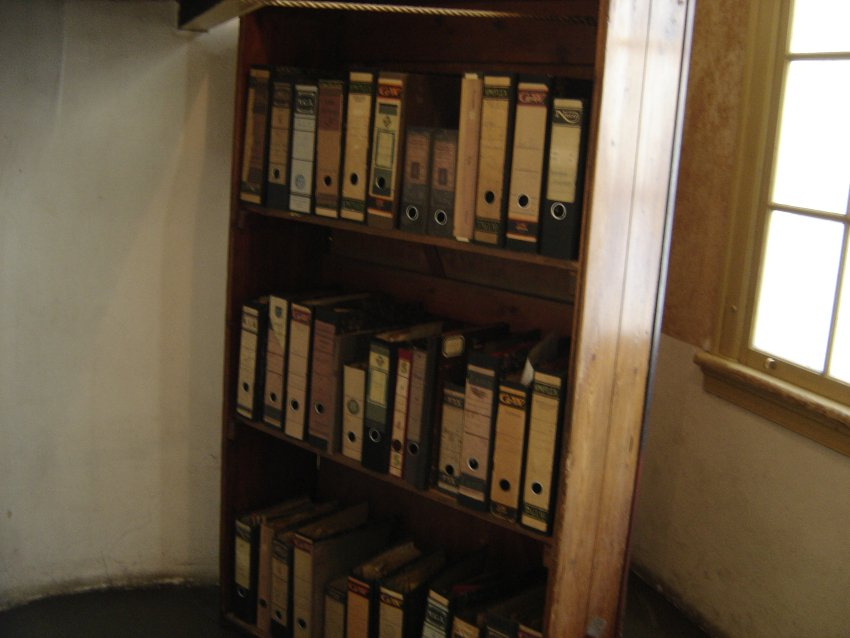
法蘭克一家藏身的奧佩克塔公司辦公室，於戰後還原重新放置的書架，用作遮蔽「後宅」的出入口。

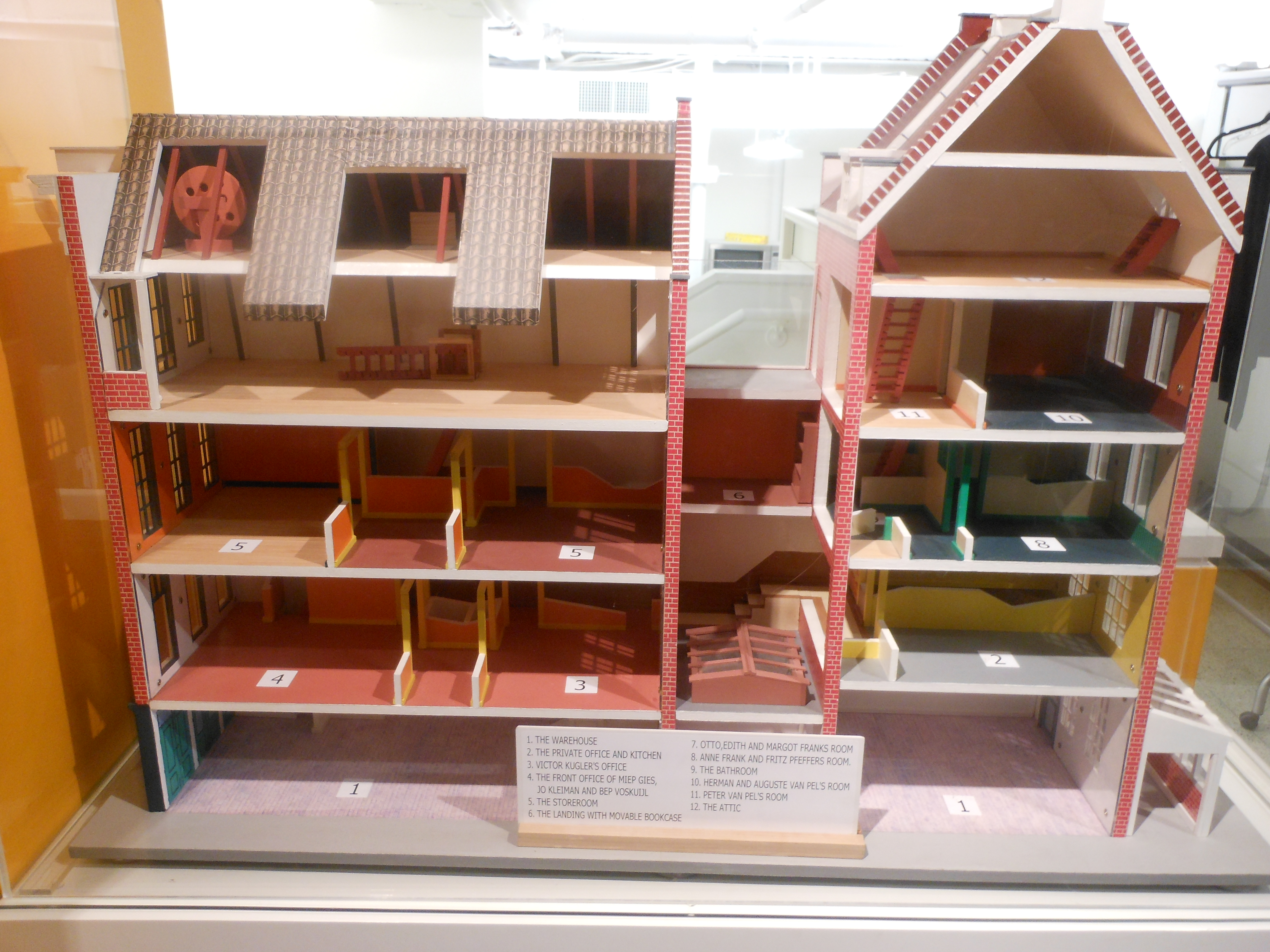
法蘭克一家藏身的大樓「後宅」內部結構模型。

1942年7月6日星期一的早上，法蘭克一家搬到藏身處暫避，他們離家前故意把房子弄得很凌亂以營造他們突然離開的假象。奧托還留下一張字條暗示他們要去瑞士，但由於他們的行蹤需要保密，所以安妮飼養的貓莫爾切（Moortje）被迫留下。由於猶太人不許乘坐公共交通工具，於是他們從家門走幾公里，每人都穿數層的衣服，原因是害怕被別人見到他們拿著行李。法蘭克一家的藏身處是位於王子運河的奧佩克塔公司辦公室上方的一個平台進入的三層樓高的空間，主建築在西教堂的一個街口外，表面上跟阿姆斯特丹的其他房子無異。那三層樓高的空間是大樓秘密增建的部分，可以從地面進入。那個被稱為「後宅」的地方，大門被一個書櫃遮擋作為掩飾，以掩人耳目避免被發現。
梅普·吉斯、貝普·福斯克伊爾、維克托·庫格勒、約翰內斯·克萊曼是為數不多得知這裡有人隱藏的員工。梅普的丈夫揚·吉斯、貝普的父親約翰·福斯克伊爾都是在他們躲藏期間協助他們的人。他們六人是「後宅」眾人與外界的唯一聯繫，經常通報他們有關戰爭新聞和政治事態發展。

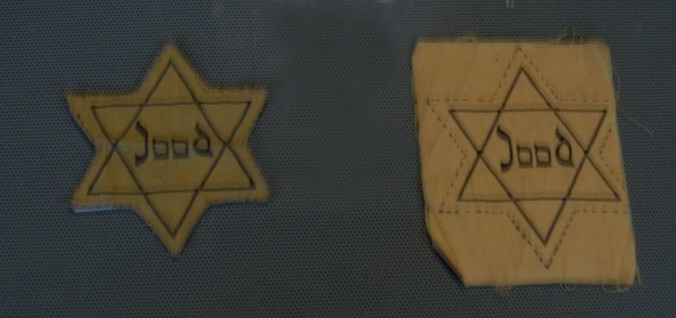
納粹統治時期的「猶太星」。

安妮的夢想是成為一位演員，因為她很愛看電影，但荷蘭猶太人從1941年8月1日以後是被禁止進入電影院的。所以她在密室房間貼滿電影海報與演員的照片
1942年11月，范·佩爾斯一家的朋友牙醫弗里茨·普費弗也加入躲藏進來。安妮寫下很高興跟新朋友交談。但被迫生活在後宅這麼狹小局限的居住環境中，很快便引起衝突。在跟牙醫共用房間後，安妮發現對他的加入無法忍受；她又跟佩爾斯太太起衝突，因她認為對方愚蠢；她又指佩爾斯先生與牙醫為人自私，特別在食物消耗方面。
助手們照顧他們的所需確保他們的安全並為提供食物。隨著時間的推進，這項任務變得日益艱難。安妮寫下助手們在最危險的時期如何努力奉獻並鼓舞眾人的士氣。所有人也知道，一旦被抓住，他們可能會因為庇護猶太人而面臨處刑的後果。
一段時間後，在第一次打發害羞和尷尬的彼得·范·佩爾斯後，安妮認定與他有一種很投契的親密關係，過了一段日子後，二人墜入了愛河。她從他身上得到初吻，但她對彼得的迷戀開始減弱，她疑惑著自己對彼得的感覺是否真實，或只是由於他們一同被困著才產生感覺。
安妮與後宅中每個幫忙的人形成一個緊密的聯繫，奧托後來回憶說，她預料到他們每天的探訪會帶來不耐煩的熱情。他認為安妮最要好的朋友是伊麗莎白·福斯克伊爾，“那年輕的打字員...她們倆經常站在角落裡竊竊私語”。

### 年輕的作家
在安妮的作品中，她檢視著自己與家人的關係，與他們在性格上強烈的差異。她認為跟她情緒最相近的是她的父親，奧托後來表示：「我跟安妮的關係較瑪戈的好，因為瑪戈很多時都黏著她的媽媽。原因可能是瑪戈很少表達自己的感受，而且她沒有像安妮那般受到情緒波動的影響，因此不需要那麼多的支持。」安妮兩姊妹在匿藏之前已建立了更親厚的關係，雖然安妮有時會向瑪戈表示妒忌，尤其是當有家庭成員指安妮缺乏瑪戈那般溫柔和寧靜性格的時候。隨著安妮漸趨成熟，姊妹倆變得彼此信任。安妮於1944年1月12日的日記寫道：「瑪戈比以前好多了...這幾天她幾乎沒有那麼惡毒，並且正在成為真正的朋友了。她不再認為我是個不算數的小寶寶。」
在早期日記中可以看出安妮對父母感情的差異，安妮經常於日記中寫道跟母親的關係難於維繫，以及她對她的矛盾心理。1942年11月7日，她描述了自己對母親的「蔑視」與她無法「面對她的淡漠、她的諷刺與硬心腸」。得出結論前，她表示「對於我來說，她不是我的母親。」後來，她修改自己的日記，她為自己的惡劣態度而感到羞愧，寫道：「安妮，你提及的人真的是你討厭的嗎？噢，安妮，你怎能夠這樣？」她開始明白到他們之間的分歧是源於她對母親的誤解，這是她的錯，並看到自己為母親增添了不必要的痛苦。她意識到這一點，安妮開始對其母親有一定程度的容忍與尊重。

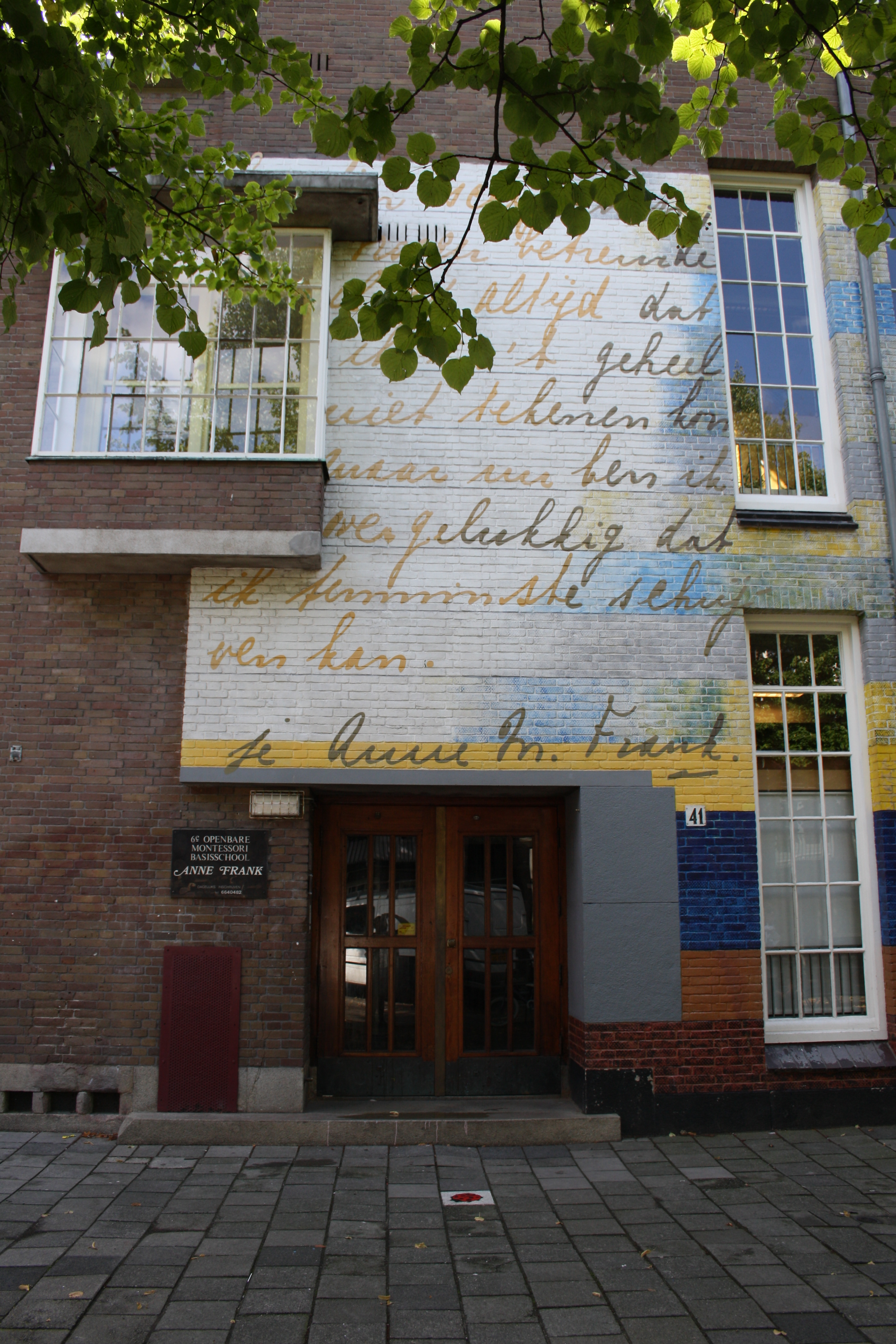
安妮曾經就讀位於阿姆斯特丹的學校。

安妮姊妹二人都希望儘快重返校園，並於躲藏期間繼續學習。瑪戈以朋友伊麗莎白·福斯克伊爾之名義修讀速記的函授課程，並獲得高分。安妮的大部分時間都花在閱讀和學習上，以及經常撰寫和編輯她的日記，她除了敘述事件的發生，她還寫了她的感受、信念和抱負，還有那些不能跟任何人討論的事。隨著安妮的年紀日漸趨向成熟，她的寫作信心也逐漸增強，其寫作的主題更抽象，例如是對上帝的信仰，以及她是如何對人性作出定義等。
安妮立志成為一位新聞工作者，她在1944年4月5日（星期三）的日記中寫道：
|               | - 我終於意識到，我必須繼續學業以避免無知，在生命中成為一名新聞工作者，因為這就是我想要的！我知道我能寫作...但我是否真的有天賦還有待觀察... - 如若我沒有寫書或報紙上文章的天賦，但我能寫自己的事。但我想得到更多，我不能想像如母親和范·大安太太（Mrs. van Daan）般所有女人的生活，之前還要去上班的，然後全都拋諸腦後。除了丈夫和孩子之外，我還需要一些東西讓我投入！... - 我想自己對所有人來說是有用的，或是帶來樂趣，甚至是對那些跟我素未謀面的那些人。我想即使我死後也要過著我的生活！這是為何我如此感恩上帝給我這禮物，使我能夠利用它來發展自己並表達自己所有心中所想！... - 當我能夠擺脫自己所有顧慮時就能寫作。我的悲傷消失，我的靈魂都重生了！但，這裡有個很大的問題，我有能力寫一些偉大的事情嗎？我有能力成為一名新聞工作者或是作家嗎？ |
| ——安妮·法蘭克 | |

她一直定期地寫作，截至日期為1944年8月1日的最後一篇為止。

## 被捕

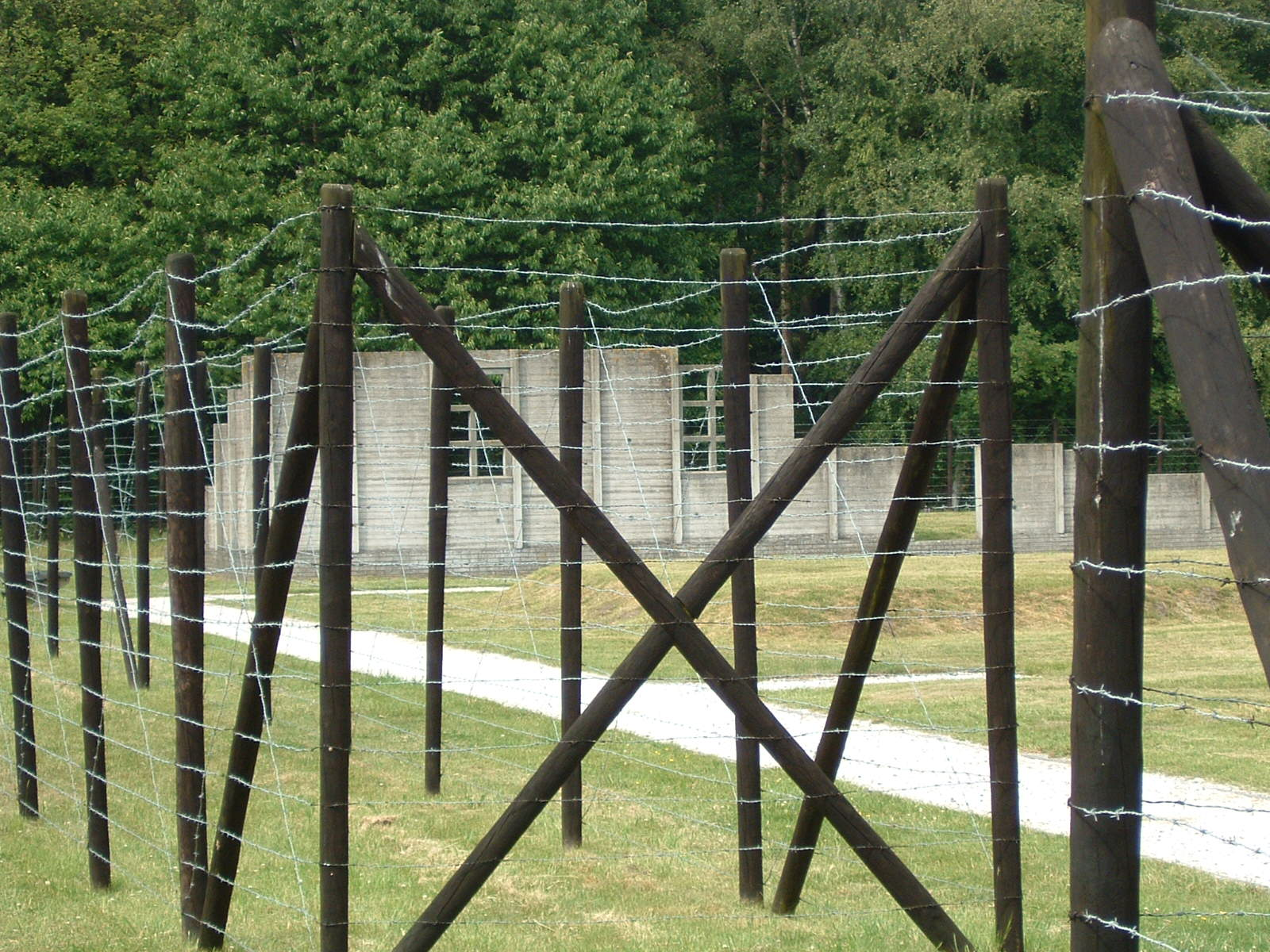
現時軍營的重建部分，是1944年8月至9月，安妮與姐姐被送到的韋斯特博克集中營。

1944年8月4日早上，德國黨衛隊保安處領導的親衛隊黨衛隊上級小隊領袖從告密者得到線報，帝國保安部黨衛隊高級隊長卡爾·西爾貝鮑爾的帶領下，最少三名秩序警察攻進「後宅」，後宅中所有匿藏的人，包括法蘭克一家、范·佩爾斯一家、普費弗都被貨車送到蓋世太保秘密警察總部通宵問話。
翌日，他們被轉移到拘留所，那是一個人滿為患且極度擠擁的監獄。8月7日，他們被轉移到荷蘭的威斯特伯克中转营，當時那裡主要來自是荷蘭和德國的猶太人。由於法蘭克眾人因匿藏被捕，他們被視為罪犯，被送往懲罰性軍營進行艱苦的勞役。
維克托·庫格勒與約翰內斯·克萊曼在荷蘭阿默斯福特被捕並監禁於囚禁刑事政權犯人的營地 — 阿默斯福特營。克萊曼於７個星期後獲釋，但庫格勒被關押在不同的工作營做苦工直至戰爭結束。而安妮姊妹最後被轉送到伯根-贝尔森集中营，至於告密者的身分至今不詳。
梅普·吉斯和貝普·福斯庫爾遭到警察的質疑和威脅，但沒有被帶走及拘留。她們二人隨後返回「後宅」，並發現了安妮的日記頁被散落一地，於是她們將它拾回，連同一些家庭相簿一同保存，吉斯打算於戰後把它們歸還到安妮手上。1944年8月7日，吉斯試圖向卡爾·西爾貝鮑爾提供金錢以促成釋放眾人的協議，但遭到了拒絕。

### 被發現的原因
雖然一直懷疑眾人因遭線人告密被捕然而從未發現當局突襲「後宅」的消息來源。1944年4月夜更看守人馬丁·斯萊格斯（Martin Sleegers）還有一個身份不明的警員調查該處的室內盜竊案期間，經過並碰到書櫃從而發現隱藏秘密後宅的門。荷蘭國家社會主義運動（NSB）的成員托尼·阿勒斯（Tonny Ahlers），被懷疑是作為奧托·法蘭克的傳記作者卡羅爾·安·李的線人。另一名嫌疑人是倉庫經理威廉·範·馬倫（Willem van Maaren）。大樓的其他居住者並不信任他，因為他似乎對人們在下班後的時間進入倉庫感到好奇。莉娜·哈托格（Lena Hartog）被安妮·法蘭克的傳記作者梅麗莎·米勒懷疑是她就是該線人。其中一些嫌疑人彼此認識，並且可能曾互相幫忙。雖然幾乎所有與背叛者有關的人都在戰後被審訊，但是沒有人被明確確定為線人。
2015年，佛萊明語的記者耶龍·迪·布勒因（Jeroen de Bruyn）和福斯克伊爾的幼子約普·范韋克（Joop van Wijk）寫一本傳記，名為《貝普·福斯庫爾：沉默已經結束—秘密後宅中最年輕的助手傳記》，當中聲稱是貝普妹妹的萊莉（1923-2001）可能背叛了法蘭克一家。根據書中所述，貝普的姐姐迪莉（Dinny）跟當時的未婚夫貝爾特斯·許爾斯曼（Bertus Hulsman）回憶起1944年8月4日的早上，她妹妹內莉（Nelly）打電話給蓋世太保。萊莉一直批評貝普與她們的父親約翰內斯·福斯庫爾（Johannes Voskuijl）幫助猶太人，而其父親就是建造書櫃以遮掩後宅出入口的那個人。萊莉在19到23歲間與納粹合作。據記載，接聽電話並進行逮捕的卡爾·西爾貝鮑爾指出，告密者有「年輕女子的聲音」。
2016年，安妮·法蘭克之家（Anne Frank Huis）發布一項新的研究，指出調查並非對背叛的行為而是針對配給卡詐騙，是個對法蘭克家被捕的一個似是而非的解釋。該報告指出，該建築物中的其他活動可能導致當局對那裡作出調查，包括法蘭克公司的活動；然而，它並不排除是背叛的行為。
2022年1月，由包括前FBI探員以及歷史學家組成的團隊，指出1950年逝世的猶太居民委員會成員阿諾德·范登伯格可能是線民。調查人員推測范登伯格出賣法蘭克一家來保全自己家庭，記載在羅斯麥‧蘇利文的書裏《安妮．法蘭克的背叛：懸案調查》（The Betrayal of Anne Frank: A Cold Case Investigation）。調查發現安妮·法蘭克的父親後來知道是誰出賣他們但並未在戰後揭露這件事情。根據BBC，調查團隊"六年來運用現代調查技術來解決'懸案'...[包括]使用電腦演算法來搜尋不同人之間的關連。"然而，根據紐約時報，不少位二次大戰與大屠殺學者懷疑他們調查使用的方法與結論，認定他們的證據"過於薄弱"。
在結果出爐之後，學者巴特·范德布姆、大衛‧巴紐與約翰斯·豪溫登卡特批評，出版者安伯‧安托為荷蘭文翻譯道歉，說他們應該具備更多批判立場，不過他們不會重印。

## 被遞解出境與逝世

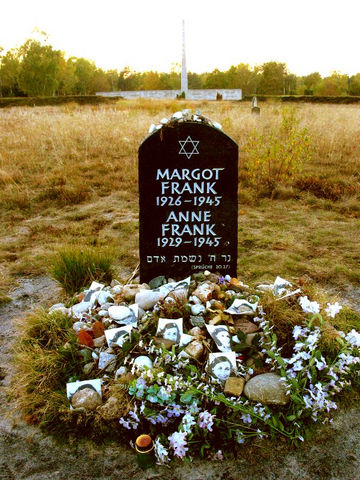
安妮與瑪戈位於伯根-贝尔森集中营舊址的紀念碑，伴隨著的是人們悼念的鮮花和相片。

1944年9月3日，眾人被驅逐出境，他們從韋斯特博克經過三天的旅程才抵達奧斯威辛集中營，這是眾人最後一次共同被運送。法蘭克姊妹倆於火車上遇到她們在1941年於猶太學苑認識的阿姆斯特丹人布卢默‧埃弗斯-埃姆登。布盧默跟法蘭克姊妹與她們倆的母親經常於奧斯威辛集中營裡見面。
經過三天的路程後，在到達奧斯威辛集中營時，親衛隊強行把火車上的男人與婦孺分開，奧托就從此與家人分隔，安妮自此也就沒有再見過父親。那些被認為有工作能力的人才獲許進入營地，那些被認為不適合勞動的人會被立即處刑。在一千零一九人當中有五百四十九人（包括所有15歲以下的兒童）都會被直接送到毒氣室遭到殺害。當時安妮由於已年滿15歲零三個月因此保住性命成為被運送到該處最年輕的人之一。安妮很快就意識到很多人於抵達後被毒氣殺害，但她不知道後宅裡的人有否在僥倖生還，而且她推斷年過50歲而且身體不是很強健的父親會在跟她們分開後立即被處刑。安妮和瑪戈跟其他沒被送進毒氣室的女性一樣都要換上囚衣進行消毒與削髮過程並於手臂紋上納粹集中營識別碼。猶太女性在白天時做些奴隸般的苦工，晚上都得擠進十分寒冷且人滿為患的營房中。在這期間法蘭克姊妹倆被迫拖運岩石和挖草皮；後來有人作證指每當安妮看見有小孩被送到毒氣室都會變得沮喪和流淚；有些人說她很多時候也展現出堅強和勇氣。其合群和有自信的本質使她跟姐姐與母親得到額外的麵包配給。由於集中營的衛生狀況過於惡劣導致各種疾病蔓延猖獗，法蘭克姊妹在入住不久後也受到疥癬嚴重感染被送到醫療室，那裡是持續黑暗的環境，有很多老鼠出沒並有鼠疫感染。此時二人的母親埃迪特停止進食，為女兒們節省一小口食物，並透過她在醫務室牆下製作的洞把她的口糧傳給他們。
1944年10月，法蘭克家的婦孺被選定加入波蘭上西里西亞的勞動營，布盧默也被選定，但由於安妮受到疥癬的感染無法去那里，而她的母親和姐姐決定跟她留下，於是布盧默就沒有跟她們在一起。同月28日，被選中的超過八千名女性被重新安置到貝爾根-貝爾森集中營並以營帳容納新入住的人，當中包括安妮、瑪戈及奥古斯特·范·佩爾斯，然而法蘭克姊妹的母親埃迪特則留在原地後來更因飢餓而過世。隨著人口增加使死亡率不斷上升，期間法蘭克姊妹能夠跟兩個朋友漢內莉·戈斯拉爾和娜内特·布利玆得到隔著圍欄作短暫的重逢，後者二人被關在營中的另一方。二人後來都活到戰後並討論她們與法蘭克通過柵欄進行的簡短對話。布利玆形容當時的安妮的狀況為：「禿頭，瘦弱，又在顫抖。」戈斯拉爾留意到佩爾斯太太當時跟安妮與瑪戈待在一起並照顧著當時病得很嚴重的瑪戈。由於瑪戈虛弱得不能下床，所以她們二人都沒見到瑪戈。「雖然安妮自己也在生病，卻更擔心瑪戈，因為她的病更嚴重而且已經不能走動，常在帆布床中躺著」。她們見面時，安妮告訴戈斯拉爾和布利玆說她認為自己的父母已經過世無法繼續生存。戈斯拉爾後來估計他們的見面是在1945年1月底或2月初進行而當時安妮的父親其實已經獲救回到荷蘭，她們認為與父親感情特別深的安妮如果知道這點應能激起她的求生欲望，可惜她們無法得知。
1945年初斑疹傷寒疫情在營地蔓延，造成一萬七千名在囚人士因此病亡。其他包括傷寒的疾病，在營中猖獗散播。1945年3月，由於這些混亂的狀況以致無法確定安妮身亡的具體原因；然而卻有證據表明她是死於這種傳染病。貝爾根-貝爾森集中營的倖存者珍娜·拓祖（Gena Turgel）在集中營裡認識安妮。2015年，拓祖告訴《太陽報》指：「她的床離我不遠。她神志不清，病況得糟糕，發燒得很厲害...」她還補充說自己為法蘭克取水抹洗。在營地醫院工作的拓祖說營地裡的斑疹傷寒對那裡的人造成可怕的傷亡。「人們就像蒼蠅般數以百計地死去。」，「有報告曾指五百人身亡。三百？或者我們應該說，『感謝上帝，只有300人。』」
後來也有目擊者指當時瑪戈已非常消瘦不堪，她從帆布床上摔下來並受驚嚇而過世，而安妮則隨著瑪戈於幾天後也去世。但是當局並沒有瑪戈與安妮確切的身亡日期。長期以來人們一直認為她們倆的病亡日期距1945年4月15日英國士兵解放營地僅幾星期之差，但2015年的研究表明，她們倆可能早在當年2月就已經去世。除其他證據外有目擊者回憶說，法蘭克姊妹在2月7日前出現斑疹傷寒症狀，而荷蘭衛生當局報告稱，大多數未經治療的斑疹傷寒患者在首次出現症狀後12天內死亡。
戰爭結束後，據估計由1942年至1944年間從荷蘭驅逐的107,000名猶太人中只有五千人倖免於難。據估計，約有30,000猶太人當時仍留在荷蘭，得到荷蘭地下組織的幫助下，當中約有2/3的人在戰爭中倖存下來躲避追捕。
安妮的父親奧托·法蘭克於奧斯威辛集中營倖存下來，而在「後宅」中的其他成員全數命喪於集中營，即奧托是「後宅」中的唯一倖存者。戰後他回到阿姆斯特丹在梅普·吉斯及丈夫揚·吉斯庇護下試圖打聽他的家人的命運。雖然奧托得知自己的妻子於奧斯威辛集中營已經去世，但對兩個女兒們是否能夠生還感到擔心。在幾個星期後最終得知瑪戈與安妮的最終命運。他也試圖去確定跟女兒有關朋友的命運並得知當中很多人都被殺害。安妮於日記中經常提及的蘇珊·萊德曼也是罹難者之一，當時蘇珊跟她的父母與弟弟被送到毒氣室慘遭殺害，而蘇珊的姐姐也就是跟瑪戈是密友的芭芭拉則逃過一劫。法蘭克姊妹的幾個朋友都倖存，而奥托與埃迪特的延伸家庭，他們在1930年代已逃離德國，個別家庭成員分別定居在瑞士、英國及美國。
荷蘭電影製作人维利·林德韦尔的1988年電視紀錄片《安妮·法蘭克的最後七個月》以及1995年的BBC的紀錄片《安妮·法蘭克的回憶》中，跟法蘭克姊妹倆認識的布卢默‧埃弗斯-埃姆登於其中憶述她對奧斯威辛集中營的法蘭克家女性的記憶。

## 安妮日記

### 出版經過
1945年7月，奧托·法蘭克收到由國際紅十字會確實安妮兩姊妹已死的信息，梅普·吉斯把一直想還給安妮她的日記和收集到散落的日記頁還給奧托。看過日記後的奧托表示他從來也沒有想過安妮竟會如此準確和詳細的在日記記錄躲藏時的生活狀況。在他的回憶錄中，他形容閱讀這本日記是一個痛苦的過程，原因是當中所描述的事件勾起他曾經聽過女兒們朗讀的一些更有趣情節的回憶，他首次看到女兒更多私密的一面，而該部分的日記內容，是她並未跟任何人討論過。他表示：「對於我來說，我沒辦法明白她的想法與感受的深度...她自己一直保存著這些感覺，從沒透露。」他感動於安妮曾於日記中多次提到自己想成為作家的意願，奧托開始考慮把日記公開出版。
最初安妮在她的日記都是表達她的想法，她多次強調不容許任何人看她的日記。她坦率地描述她的生活、家庭與同伴以及他們的處境，同時她開始意識到自己想出版小說的抱負。1944年3月，她聽到荷蘭流亡政府成員赫里特·博爾克斯泰因於倫敦的電台廣播，指他會於戰後建立一個公共紀錄，當中是有關於德國佔領下對荷蘭人民壓迫的紀錄。奧托把安妮原本的日記稱為「版本A」，而經過安妮修改的日記稱作「版本B」，來製作最初發行的版本。在最初發行的版本中，奧托刪去安妮討論某些關於她父母的若干篇章，特別是批評父母（尤其是其母親）的那些；以及安妮於成長期間的一些有關性慾的篇章。在《安妮日記》的初版中，奧托把日記中家人的假名恢復為真實姓名，但其他人則保留沿用假名代替。
奧托把該日記交給歷史學家安妮·羅邁因作出版卻不成功，於是她把日記交給其同樣為歷史學家的丈夫揚·羅邁因。他於1946年4月3日在《言論報》上發表一篇有關這日記的文章，題為《一個小孩的聲音（Kinderstem）》，他寫道：「在孩子結結巴巴的聲音中，體現所有駭人聽聞的法西斯主義，比紐倫堡審判的證據放在一起還有更多。」他的文章終引起出版商的注意，這本日記終於在1947年於荷蘭出版，名為《秘室》，並
於1950年５度再版。《秘室》經過幾家出版商拒絕後，首次於1950年在德國和法國出版，並以《安妮·法蘭克：一個少女的日記》於1952年首次在英國和美國出版，並得到積極評價。日記在法國、德國、美國都大受歡迎，但在英國卻未能吸引讀者，使它於1953年遭到停印。值得一提的是，此書在日本得到最引人注目的成功獲得關注之餘也好評如潮，第一版銷量已逾100,000冊。安妮在日本很快便成為重要的文化人物，她代表著戰爭中被犧牲的年輕人代表。
一齣基於《安妮日記》改編的舞台劇於1955年10月5日在紐約市首次公演，該舞台劇由阿爾伯特·哈克特及弗朗西斯·古德里奇主演，該舞台劇後來獲得普利策戲劇獎。其後在1959年，根據日記而拍成的電影《安妮日记》，贏得了商業上關鍵性的成功。傳記作家梅麗莎·梅勒後來寫道，戲劇化對「安妮的故事極大的促進了浪漫化，感性化和普遍化。」多年來，日記的受歡迎程度與日俱增，特別是在很多學校（尤其在美國）列入課程的一部分，因此新一代的讀者也認識安妮·法蘭克。
1986年，荷蘭國家戰爭文獻研究所發表了日記的所謂「評論版」，當中包括了所有無論是未修訂及已修訂的已知版本的比較，還有對日記認證的斷言討論，還以及對這個家庭和日記本身的其他歷史資料。
1999年，安妮·法蘭克基金會的前任主席及美國大屠殺紀念博物館的總裁科內利斯·瑟伊克宣佈他擁有《安妮日記》裡被奧托·法蘭克於書籍出版前移除的５頁內容，瑟伊克聲稱該５頁內容是奧托·法蘭克於1980年臨終前不久交給他的，而那些缺失的日記內容是安妮對其父母緊張的婚姻關係之批判性言論，以及安妮對母親的親情缺失。隨後當瑟伊克打算以該５頁日記內容為基金會籌集資金時，一些爭議隨之而來；荷蘭國家戰爭文獻研究所作為該手稿的正式所有人，要求绍克交出手稿。
2000年，荷蘭教育文化及科學部同意捐出US$300,000元到绍克的基金會。而那些手稿輾轉於2001年交回到荷蘭國家戰爭文獻研究所手上。此後，該５頁日記手稿被納入多國語言的新版本日記中。

### 正面評價
安妮日記的文學價值一直備受讚譽，美國劇作家梅耶·萊文談到安妮·法蘭克的寫作風格，形容它是「一部保持著張力結構良好的小說」，並對她的作品留下深刻印象。在出版後不久，他與奧托·法蘭克合作把日記內容改編為舞台劇。萊文對安妮·法蘭克的事情很著迷，他於其自傳《痴迷》中也曾經提及到此事。詩人約翰·貝里曼也形容這本日記是一種獨特的描繪，不只是青春期心態的描繪，而是「以一個確切、自信和經濟的風格，來形容一個小孩轉變為成人的過程，其坦率實在令人震驚。」
在日記的美國第一版中，美國前第一夫人埃莉諾·羅斯福於序言中形容它為「這是我曾經讀過有關於戰爭及其對人類的影響中，最明智和最動人的評論之一。」美國前總統約翰·甘迺迪在1961年的一次演說中提到安妮·法蘭克，說：「在整個歷史上，為著大量遭受極大痛苦和損失的時候中人類的尊嚴而言，沒有任何人的聲音能夠比安妮·法蘭克的更有說服力。」同年，蘇聯作家伊莉亞·愛倫堡也為她寫道：「一把代表著600萬猶太人的聲音 — 這把聲音並非聖人或詩人，而是一個普通小女孩的聲音。」
隨著安妮·法蘭克作為作家及人文主義者的地位不斷提升，她特別被討論為代表著納粹大屠殺的象徵人物，更廣泛地說是受迫害的代表人物。1994年，美國前第一夫人希拉莉·克林頓在接受《埃利·維瑟爾人道主義獎》時的得獎演講中，她朗讀安妮·法蘭克的日記並談到她「喚醒我們對漠不關心的愚蠢，它並需要以我們的年輕人付上可怕的代價...」，希拉莉·克林頓此言所指的是薩拉熱窩、索馬里及盧旺達發生的種族戰爭和屠殺事件。
同年，納爾遜·曼德拉在約翰內斯堡接受安妮·法蘭克基金會所頒授的人權獎後發表演說，指自己在獄中讀過安妮的日記，並「從中獲得更大的鼓勵」。他以她跟納粹主義的鬥爭比喻為其於南非的種族隔離，在這兩種哲學之間畫下一條平行線：「因為這些信念都顯然是錯誤的，古往今來，好像是挑戰安妮·法蘭克的人，他們都註定要失敗的。」同樣於1994年，捷克的總統瓦茨拉夫·哈維爾在回應如何面對前東歐國家在蘇聯解體後的政治與社會變化時，他說：「安妮·法蘭克遺留下來的東西至今仍活在眼前，並且對我們仍具重要意義。」藉此表示他的理念。
意大利作家普里莫·萊維認為安妮·法蘭克所作的事被廣泛認定為戰爭中數以百萬計死傷者的單一代表人物，其原因是「一個安妮·法蘭克，比起那無數如她一樣仍留在陰影中的受害人面孔，其所作的事更能感動我們。也許這樣更好吧，若我們承受這成千上萬人的痛苦下，我們將無法活下去。」
奧地利作家梅莉莎·米勒在安妮·法蘭克傳記的結語中，表示梅普·吉斯也表達了類似的想法，雖然她試圖消除越來越多人對「安妮·法蘭克代表著大屠殺中那600萬名受害人」的誤解，她寫道：「安妮的生與死都是她個人的命運，個人命運發生了600萬次。安妮不能夠，也不應該作為許多被納粹奪走其性命的代表人物... 但她的命運有助我們明白到大屠殺為全世界帶來如此重大的損失。」
安妮的父親奧托·法蘭克以作為其女兒的遺產托管人來度過餘生，他說：「這是一個奇怪的角色。在正常的家庭關係裡，都是子女繼承著名父母的榮譽與繼續完成遺志的重擔。就我而言，這個角色是顛倒過來的。」他回憶起出版商向他解釋為何日記會如此廣泛地被閱讀，「他說日記包括了很多生活範疇，每位讀者都可以在當中找到一些讓他自己感動的東西，從而得到共鳴。」
著名的「納粹獵人」—西蒙·維森塔爾也表達了類似的情緒，他說該日記大大提高了讀者對大屠殺更廣泛的注意，比紐倫堡審判更甚，因為「人們都認同這個孩子，這是源於大屠殺的影響，這個家庭就如你我的家庭一樣，所有你就能夠理解這一點。」
1999年6月，《時代雜誌》出版了一期特別刊，題為《時代100人：本世紀最重要的人物》，安妮·法蘭克獲選為其中一名「英雄偶像（Heroes & Icons）」人物，而編者羅傑·羅森布拉特（Roger Rosenblatt）安妮的貢獻作出這樣的評價：「此書中的激情燃起了所有人想擁有安妮·法蘭克的希望，她的地位已經超越了大屠殺、猶太教、少女時期甚至是善良，並成為現世中的具代表性的人物 — 各式各樣的機制困擾著個人道德思想，堅持生存的權利，以及作為人類未來的希望與質疑。」他指出，雖然安妮的勇氣和務實的態度受敬佩，但其自我分析能力與寫作的品質卻是一個重要的元素，羅森布拉特寫道，「她能長存不朽的原因基本就是其高水準的文學作品。對任何年紀來說，她是一位非常優秀的作家，她的作品品質似乎是一個對當時無情現實的一個誠實處理的直接結果。」

### 否認真實性與訴訟
隨著1950年代後期，《安妮日記》成為家傳戶曉的書籍後，各種針對日記及其內容的真實性指控陸續發表，而最早發表批評的地方源自瑞典及挪威。
1957年，瑞典新法西斯主義組織瑞典國家聯盟的雜誌《自由詞（Fria ord）》中，丹麥作家兼評論家哈拉尔·尼尔森發表一篇文章，他在之前寫了關於丹麥的猶太作家格奥尔格·布兰德斯反猶太人文章。除此之外，文章質疑日記的作者並非安妮·法蘭克，而是由美國劇作家梅耶·萊文所著。
1958年，在維也納的《安妮日記》舞台劇中，西蒙·維森塔爾受到一群抗議人士質疑，該群抗議人士斷言安妮·法蘭克是個從未存在過的人，他們並質疑維森塔爾指他需要找出當年拘捕安妮的警察以證明安妮確實曾經存在。維森塔爾後來確實開始尋找，並終在1963年找到卡爾·西爾貝鮑爾。在接受採訪時，西爾貝鮑爾爽快地承認當時其工作角色，並在被捕人士的照片中認出安妮就是其中一人，他還提供了整個事件的歷程，甚至回想起在拘捕過程中，曾翻轉一個装滿紙張的公事包，那些紙張撒落一地。他對事件的陳述證實了奧托·法蘭克等人所提出的事件版本。此事件也平息了人們對安妮·法蘭克存在與否的質疑。
1959年，奧托·法蘭克於德國呂貝克控告一名教師洛塔爾·斯蒂勞，後者是一名希特拉青年團的前成員，他在校報上發表一篇文章指該日記為「偽造品」。後來投訴延伸到控告海因里希·布德貝格，指他於呂貝克的一份報章發表了一封信以示支持斯蒂勞。1960年，法庭對日記的手稿進行審查的工作，日記中的筆跡與安妮的筆跡是互相匹配的，並確定日記為安妮·法蘭克的真跡。法庭判決後，斯蒂勞撤回其言論，而奧托也沒有再進一步追究。
1976年，奧托·法蘭克向法蘭克福的海因茨·羅特採取法律行動，指控對方印製該日記為「偽造品」的小冊子。法官裁定，若羅夫發表任何進一步陳述的話，他將會面臨$500,000馬克的罰款及監禁6個月的刑罰。其後羅夫對法院的裁決提出上訴。然而他於1978年去世，翌年他的上訴遭駁回。
同年，奧托也對恩斯特·勒默展開訴訟，指控對方印製一本名為《安妮日記，一個謊言的暢銷書》的小冊子。當此案在法庭審訊時，一個名為埃德加·蓋斯的男子於庭上派發此小冊子時，結果他同樣被控。羅默被罰款$1,500馬克，而蓋斯則被判處6個月的監禁。蓋斯在上訴後獲得減刑，奧托不滿刑期而再度上訴，但由於案件超逾了當地誹謗罪的法定時限，案件最終被撤銷。
隨著奧托·法蘭克於1980年去世，終年91歲。安妮的日記手稿，包括書信與分散的活頁紙，按他的遺願被轉交予荷蘭國家戰爭文件研究所，該研究所於1986年透過荷蘭司法部的委托對日記進行司法科學鑑證。他們根據已知的例子對比筆跡，證實筆跡吻合。他們查明書寫日記的紙張、膠水和墨水於當時很容易買到。最後的結論是，安妮的日記正式被認為是真確的，其研究結果發表於該日記的「評論版」中。1990年3月23日，德國漢堡地區法院確認了這本日記的真實性。
1991年，猶太人大屠殺否定論學者羅貝爾·福里松及西格弗里德·費爾貝克製作了一本名為《安妮·法蘭克的日記：一個批判的方法》的小冊子，他們恢復對奧托·法蘭克撰寫日記的指控，其聲稱的證據與之前所指的一樣，包括《安妮日記》中的一些矛盾，其散文和字跡風格不可能是出自青少年的筆下，而匿藏在「後宅」被認為是不可能的。除此以外，該日記被認為是親猶太人組織的宣傳品，而奧托·法蘭克亦被控騙子。
1993年，荷蘭阿姆斯特丹的安妮法蘭克之家跟位於瑞士巴塞爾的安妮法蘭克基金會（Anne Frank Fonds）提出民事訴訟，禁止對方在荷蘭進一步分發福爾臣及韋貝克製作的小冊子。1998年12月9日，阿姆斯特丹地區法院裁定支持索賠人，禁止進一步否認日記的真實性，並禁止主動分發該小冊子，違者將會就著每項侵權行為被罰款$25,000荷蘭盾（約$11,350歐元）。

#### 完整未刪節的版本
安妮·法蘭克的完整未經刪改的版本於1995年出版。這個版本包括了安妮描述對自己生殖器的探索，以及她對性事與分娩的困惑，那些文章之前被其父親奧托·法蘭克編輯並裁掉了。

## 安妮與日記的精神與物質遺產

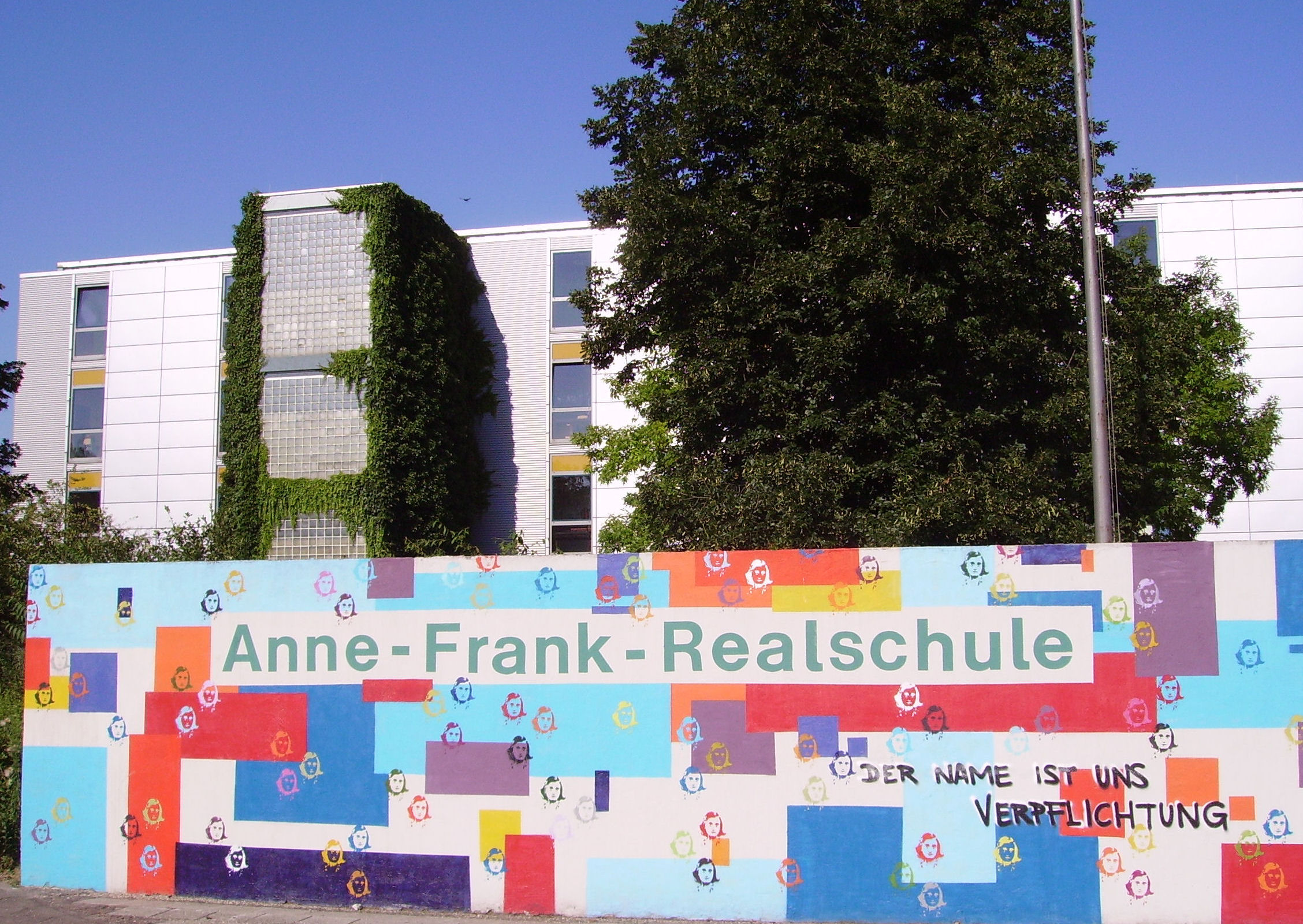
紀念安妮·法蘭克的塗鴉牆。

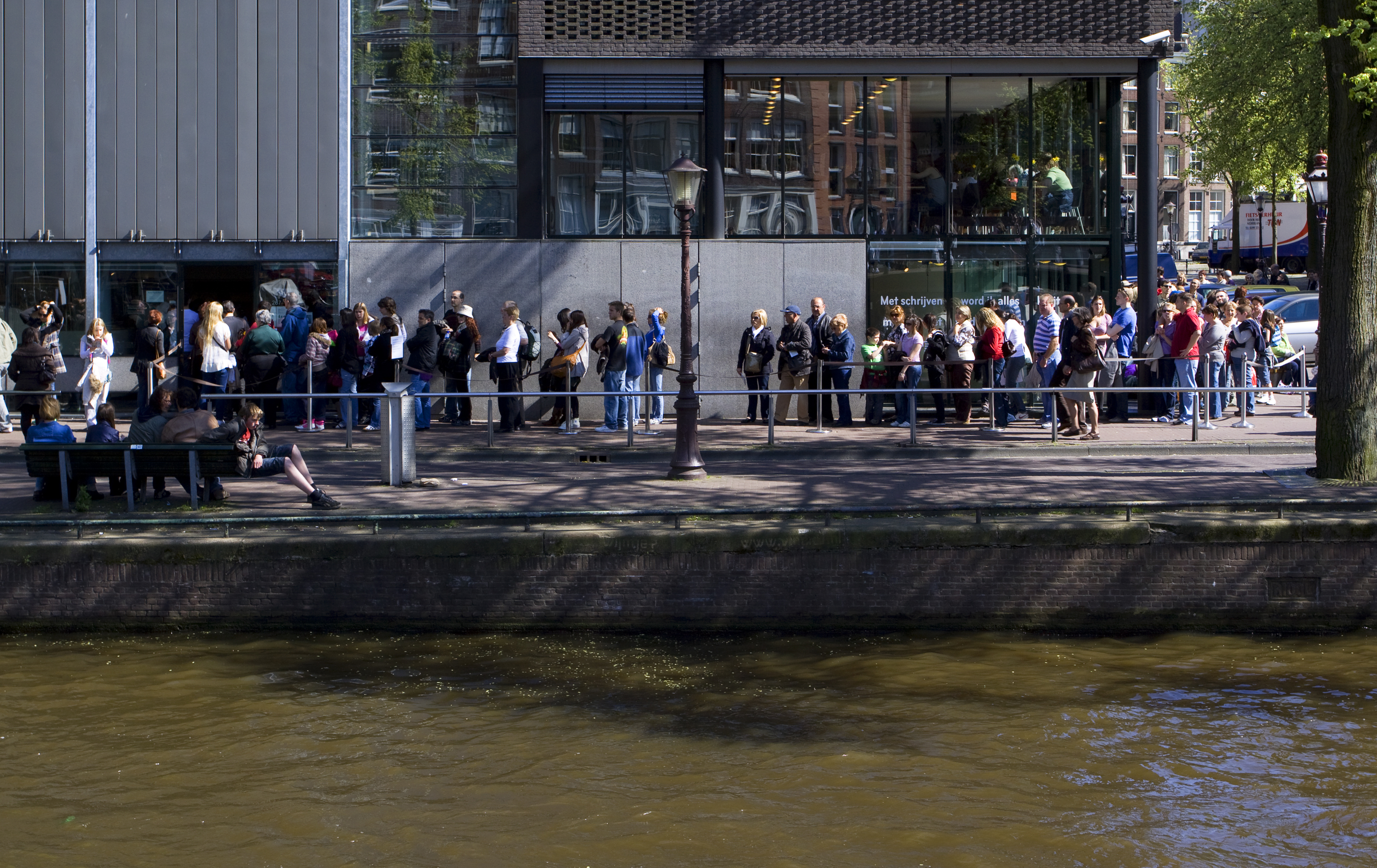
人們在位於阿姆斯特丹的安妮·法蘭克之家門外入口排隊等候。

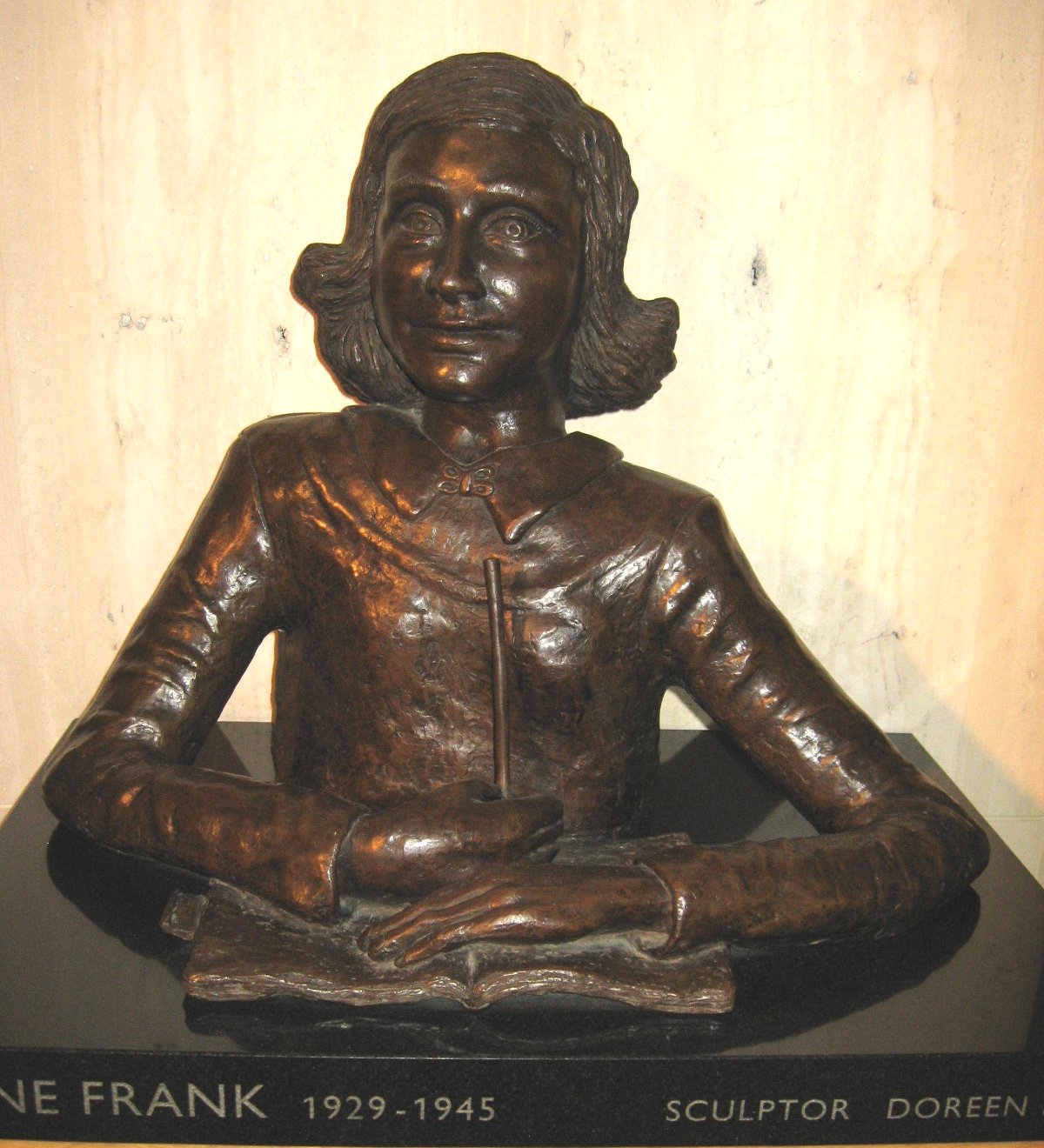
由多琳·克恩（Doreen Kern）所創作的真人大小的安妮·法蘭克半身像，現設於倫敦大英圖書館。

1957年5月3日，一群包括奧托·法蘭克在內的阿姆斯特丹的民眾，在他們的努力下成立了安妮·法蘭克基金會（Anne Frank Stichting），努力拯救位於王子運河當時有被拆卸危機的前奥佩克塔公司大樓（後宅），並改建為安妮法蘭克之家博物館，並使公眾可以進入參觀。安妮法蘭克之家博物館於1960年5月3日開幕並對外開放，那裡由奥佩克塔公司的倉庫和辦公室以及「後宅」組成，所有的傢具都被移走，讓訪客能夠在各個房間中自由走動。後宅的一些前住客之個人物品仍被保留，例如是安妮黏貼在牆壁上的電影明星照片，奧托·法蘭克隨著女兒們的身高而標記的一部分牆紙，還有牆上有一幅記錄著盟軍前進路線的地圖，現在這些東西上方都以帕斯佩有機玻璃保護著。那小房間是彼得·范·佩爾斯曾經居住過的，然後有一條通道連接大廈鄰居，該處也被基金會收購列入博物館的範圍。那些其他建築物被用作收藏《安妮日記》，以及用於大屠殺編年史的旋轉展覽，還有更多在當代的世界各地上種族不寬容的審查現象。安妮法蘭克之家博物館現已成為阿姆斯特丹的重要旅遊景點之一，它在2005年創下接待了965,000名遊客的紀錄。博物館透過互聯網提供關係它的資訊，並在2005年前往有歐洲、亞洲、北美及南美等32個國家舉行國際巡迴展覽。

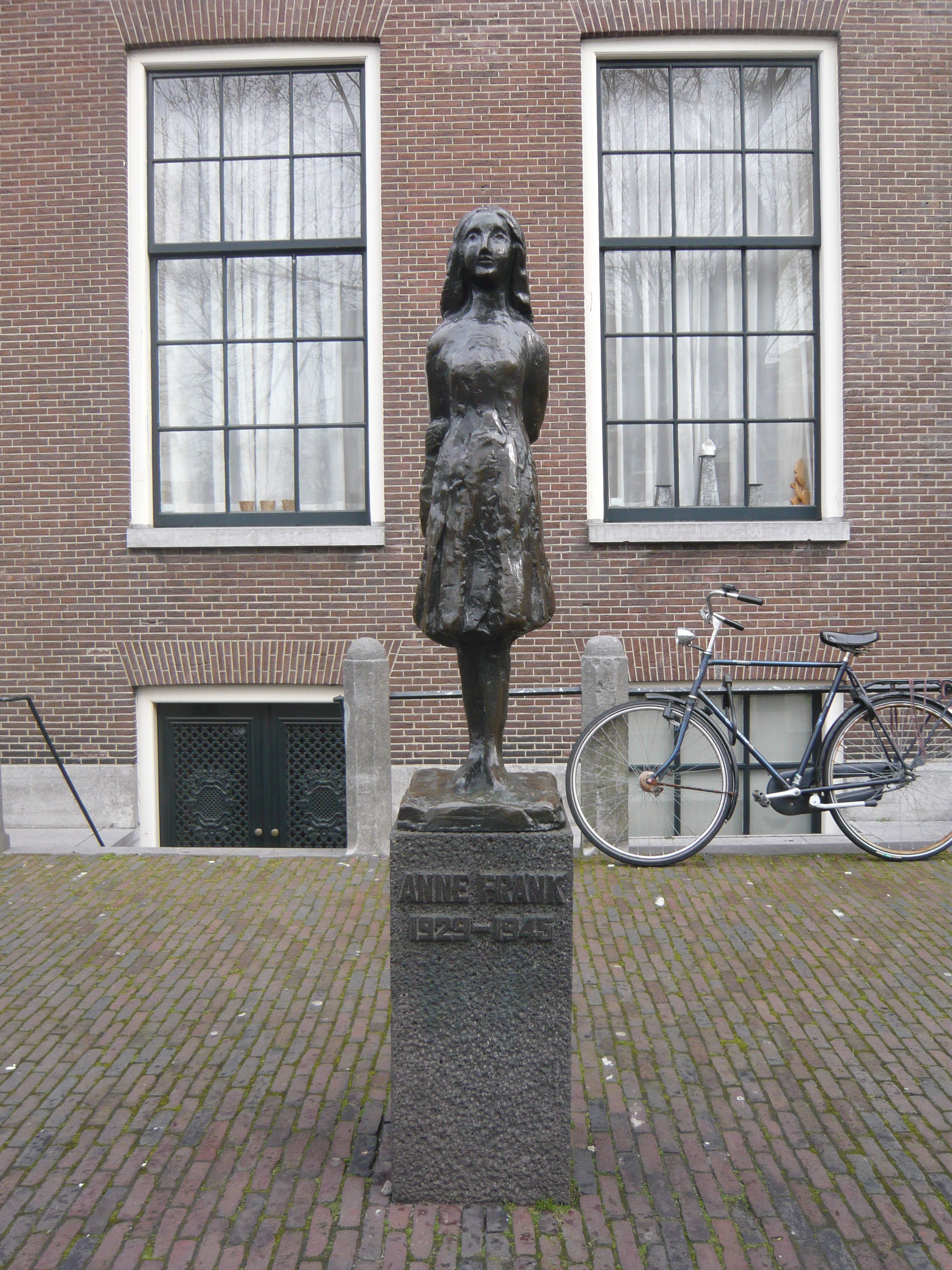
位於阿姆斯特丹西教堂外的安妮·法蘭克紀念石像

1963年，奧托·法蘭克與他的第二任妻子埃尔弗里德·盖林格·马尔科维茨成立了一個以瑞士巴塞爾為總部基地的慈善組織—安妮·法蘭克基金會，該基金會籌募經費使博物館「看來合適一點」。奧托去世後，其遺願是把《安妮日記》的版權全數捐給基金會，並要求每年需要把版權收入中的首$80,000瑞士法郎撥歸其繼承人的附帶條款規定。任何高於此數目的收入將會由基金會保管，用於任何管理者認為值得投資的項目上。它亦為國際義人組織提供每年度的資金作醫療用途。該基金會亦致力教育下一代反對種族主義的暴力，他們在2003年曾借出安妮·法蘭克的部分手稿予美國華盛頓的美國大屠殺紀念館作公開展覽。該年的基金會年度報告中，概述該基金會在全球層面上所作出的努力，並在德國、以色列、印度、瑞士、英國及美國項目上的提供支持。
1995年，一顆於1942年發現編號為5535的小行星以安妮·法蘭克的榮譽，被命名為「安妮·法蘭克之星」。
1997年，安妮·法蘭克教育中心於法蘭克福的多恩布施鄰近地點開幕，那裡是法蘭克一家在1934年之前所居住的地方。那中心是「年輕人和成年人都可以在那裡了解國家社會主義史，以及討論它跟今天的相關性。」
法蘭克一家於1933年至1942年間曾經居住的荷蘭梅爾韋德廣場，直至2000年代仍是私人所有。在成為電視紀錄片公開關注的焦點後—在該座大廈嚴重失修的狀態下—它被荷蘭的一家建築公司收購。該建築公司根據法蘭克一家所提供的照片，以及安妮·法蘭克所寫書信中對傢俱和環境描述的輔助下，法蘭克的舊居成功回復到1930年代的舊貌。安妮·法蘭克之家的特蕾莎·達席爾瓦（Teresien da Silva）與法蘭克姊妹的表兄布迪·埃利亞斯為修復工程貢獻良多，使安妮·法蘭克的故居得以於2005年開幕。每年，該處會從一些無法在自己的國家自由寫作的作者中選出一位，獲選的該名作者可得到該處為期一年的租約，在此期間他能夠在公寓中棲身及寫作。而第一位獲選的作者是阿爾及利亞小說家和詩人埃爾 - 馬赫迪·阿卓蘇爾（El-Mahdi Acherchour）。
1999年，《時代雜誌》把安妮·法蘭克列入他們的20世紀英雄與偶像的名單中的「本世紀最重要的人」，他表示：「一本藏於閣樓的秘密日記，她冒著納粹分子的威脅，並借出一顆震撼心靈的聲音，為了人類尊嚴而作出爭取。」菲利普·罗斯稱她為法蘭茲·卡夫卡遺失的小女兒。
安妮·法蘭克被列為荷蘭歷史教規的主題之一，那是由弗里茨·范奧斯特羅姆領導的委員會編寫，並於2006年提交給教育、文化與科學部長玛丽亚·范德胡芬；荷蘭歷史教規是一系列５０個主題的列表，旨在為荷蘭小學及首兩年的初中提供按荷蘭歷史的時間順序而排列的事件摘要。2007年10月3日，荷蘭政府提交了修訂版，其中包括了她作為主題之一。
2007年6月，安妮法蘭克之家博物館的特蕾莎·達席爾瓦與安妮的表兄巴迪·埃利亚斯，他們都為故居還原作出了貢獻，而巴迪捐贈了約25,000份屬於這個家庭的文件給安妮之家博物館，當中包括法蘭克一家在德國與荷蘭拍下的照片，以及奧托·法蘭克於1945年寄給其母親的書信，告知她指自己的妻子及女兒們於納粹集中營的死訊。

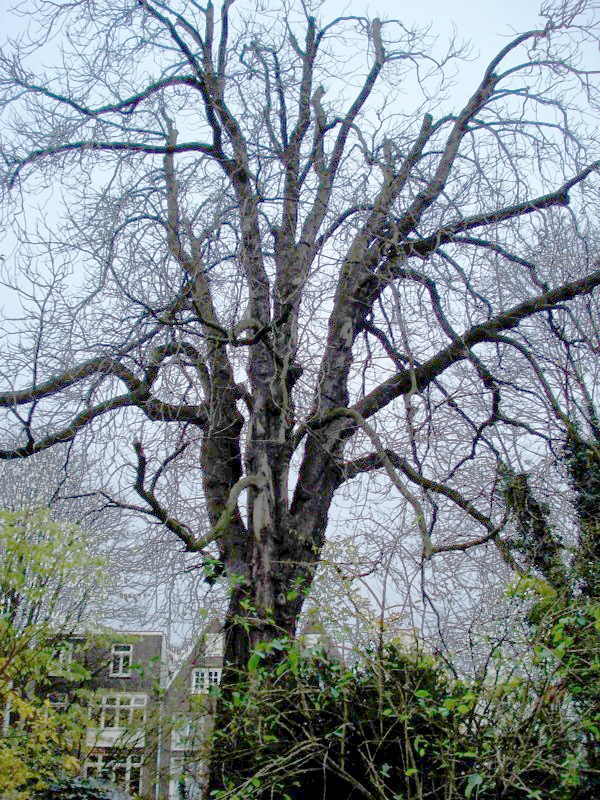
安妮·法蘭克之樹是位於安妮法蘭克之家博物館後面的花園內。

2007年11月，安妮·法蘭克之樹由於樹幹受到一種真菌感染，故被安排砍掉移除，以防止它倒塌於周邊的建築物上。荷蘭的經濟學家阿諾爾德·海爾切談及該樹，他說：「這不是任何其他的樹，安妮法蘭克之樹是與跟猶太人的迫害密切相關。」由一群樹木的保育人士組成的安妮·法蘭克之樹基金會，開始進行民事訴訟的案件，以阻止砍伐該馬栗樹，並成功獲得國際媒體的關注。荷蘭法院頒令城中官員及保育人士探索替代方案及解決方法。雙方共同建造了一座鋼結構建築，預期能夠延長該樹的壽命達15年。然而，該樹於３年後的2010年8月23日，該樹被大風級的強風吹至倒塌下來。該樹的１１棵樹苗透過美國安妮·法蘭克中心領導的項目分發到不同的博物館、學校、公園及大屠殺紀念中心。第一棵樹苗於2013年4月在印第安納波利斯兒童博物館中種植。一些樹苗也被送到阿肯色州小石城的一所學校種植，那是一個解除種族隔離戰爭的場地；為了紀念911襲擊受害者的自由公園，以及其他在美國的地點。另一棵紀念法蘭克的馬栗樹於2010年在阿拉巴馬州伯明翰的凱利·英格拉姆公園內種植。
多年來，一些有關安妮·法蘭克的電影出現了，她的生命與著作啟發著多元化的藝術工作者群體和時事評論員的靈感，使他們於文學，流行音樂，電視和其他媒體中製作大量對安妮·法蘭克的文化描繪，當中包括了亞當·達留斯的《安妮法蘭克芭蕾舞蹈團》，他們於1959年首次演出，其合唱作品《安內莉斯》首次於2005年演出。唯一已知真實安妮的連續鏡頭的錄像，是一輯來自於1941年安妮為新婚的隔壁鄰居拍下的無聲電影。為了有更佳的位置拍攝新娘與新郎，她被看見倚著二樓窗前拍攝。這對夫婦後來在戰爭中倖存下來，並將這段錄像交給安妮法蘭克之家。
2012年3月9日，《明鏡周刊》公布杜莎夫人蠟像館將推出一個與安妮·法蘭克非常相似的蠟像。

## 紀念
2022年6月25日，Google更改其首頁的Google doodle，以向安妮法蘭克致敬。

### 引用
1. ↑  Anne Frank - The Biography, p. 143, 180–181, 186
2. 1 2 3  安妮·法蘭克之家在2015年的研究顯示，法蘭克姊妹有可能於1945年2月去世，並非如荷蘭當局長期以來所假設1945年3月的那樣。 "New research sheds new light on Anne Frank's last months" （页面存档备份，存于）. AnneFrank.org, 31 March 2015
3. ↑  原本以荷蘭語名為《Het Achterhuis》，英語名為《秘密附件（The Secret Annex）》。
4. ↑  . Frankfurt Red Cross Clinics. （原始内容存档于2014-01-27）.
5. ↑  Müller 1999，preface: Family tree.
6. ↑  Anne Frank Fonds.
7. ↑  Barnouw & Van Der Stroom 2003，第3, 17頁.
8. ↑  Anne Frank - The Biography, Family tree，Chapter One
9. ↑  Anne Frank - Beyond the Diary - A Photographic Remembrance，p. 10
10. ↑  Lee 2000，第17頁.
11. ↑  The Biography of Anne Frank - Roses from the Earth, p. 17
12. ↑  . City of Frankfurt. （原始内容存档于2019-01-17）.
13. ↑  The Biography of Anne Frank - Roses from the Earth，pp. 20–23
14. ↑  Van der Rol and Verhoeven, p. 21
15. ↑  Anne Frank - The Biography，p. 131
16. ↑  Anne Frank - The Biography，pp. 129–35
17. ↑  Müller 1999，第92頁.
18. 1 2  Lee 2000，第40頁.
19. 1 2 3  Müller 1999，第128–130頁.
20. 1 2  Cohen, Patricia. . The New York Times. 2007-02-14  [2015-11-20]. （原始内容存档于2015-11-21）.
21. ↑  JTA (July 6, 2018) "Anne Frank's Family Was Not Rejected By U.S. — Their Visa Request Was Never Processed" （页面存档备份，存于） The Forward
22. ↑  Müller 1999，第117–118頁.
23. 1 2  van der Rol & Verhoeven 1995，第3頁.
24. ↑  The Biography of Anne Frank - Roses from the Earth，p. 96
25. ↑  Lee 2000，第96頁.
26. 1 2  Frank 1995，第1–20頁.
27. ↑  The Diary of a Young Girl - The Definitive Edition, pp. 1–20
28. ↑  Müller 1999，第153頁.
29. ↑  Associated Press. . 2014-02-04  [2019-09-04]. （原始内容存档于2014-07-02）. |journal=被忽略 (帮助)
30. ↑  Müller 1999，第163頁.
31. ↑  Lee 2000，第105–106頁.
32. ↑  The Biography of Anne Frank - Roses from the Earth, pp. 105–106
33. ↑  Inside Anne Frank's House: An Illustrated Journey Through Anne's World，pp. 45 and 107–187
34. ↑  Anne Frank - The Biography，p. 153
35. ↑  Westra et al. 2004，第45, 107–187頁.
36. 1 2  Lee 2000，第113–115頁.
37. ↑  Müller 1999，第119–120頁.
38. ↑  Lee 2000，第120–21頁.
39. ↑  Lee 2000，第117頁.
40. ↑  Westra et al. 2004，第191頁.
41. ↑  Lee 2000，第119頁.
42. ↑  Müller 1999，第203頁.
43. ↑  Frank 1995，第167頁.
44. ↑  Frank 1995，第63頁.
45. ↑  Frank 1995，第157頁.
46. ↑  Müller 1999，第204頁.
47. ↑  Müller 1999，第194頁.
48. ↑  Anne Frank - The Biography，p. 194
49. ↑  Marcuse 2002.
50. 1 2  Barnauw & van der Stroom 2003.
51. ↑  Müller 1999，第233頁.
52. ↑  Müller 1999，第291頁.
53. ↑  Barnauw，David and Gerrold van der Stroom.  (PDF). Netherlands Institute for War Documentation，Amsterdam. 2003-04-25  [2007-11-12]. （原始内容 (PDF)存档于2010-03-31）.
54. ↑  Müller 1999，第279頁.
55. ↑  . Miep Gies.   [2015-11-20]. （原始内容存档于2020-02-27）.
56. ↑  . AD.nl (De Persgroep Digital). 2015-04-07  [2016-01-08]. （原始内容存档于2016-06-30） （荷兰语）.
57. 1 2  Bacchi, Umberto. . International Business Times. 2015-04-09  [2016-01-08]. （原始内容存档于2019-12-27）.
58. ↑  Van Jaarsveldt, Janene. . NL Times. 2015-04-07  [2015-04-08]. （原始内容存档于2020-09-03）.
59. ↑  Cluskey, Peter. . The Irish Times. 2015-04-09  [2016-01-08]. （原始内容存档于2019-07-13）.
60. ↑  . BBC Online. 2016-12-17  [2016-12-17]. （原始内容存档于2020-03-22）.
61. ↑  Broek, Gertjan.  (PDF). Anne Frank House. December 2016  [2016-12-19]. （原始内容存档 (PDF)于2017-12-15）.
62. 1 2 3  "Anne Frank betrayal suspect identified after 77 years", BBC News, 17 January 2022 （页面存档备份，存于）. Retrieved 2022-01-17
63. ↑  Wertheim, Jon. . 60 Minutes (CBS News). 2022-01-15  [2022-01-23]. （原始内容存档于2022-01-19） （英语）.
64. ↑  Jacobs, Alexandra. . The New York Times. 2022-01-17  [2022-01-20]. ISSN 0362-4331. （原始内容存档于2022-04-26） （美国英语）.
65. ↑  Siegal, Nina. . The New York Times. 2022-01-18  [2022-01-19]. ISSN 0362-4331. （原始内容存档于2022-04-19） （美国英语）.
66. ↑  .   [2022-02-04]. （原始内容存档于2022-06-16）.
67. ↑  NOS, 31 Jan. 2022 （页面存档备份，存于） (in Dutch)
68. ↑  . BBC News. 2022-01-31  [2022-02-01]. （原始内容存档于2022-05-12） （英国英语）.
69. ↑  Morine 2007.
70. ↑  Bigsby 2006，第235頁.
71. ↑  Müller 1999，第246–247頁.
72. ↑  Müller 1999，第248–251頁.
73. 1 2  Laeredt 1995.
74. 1 2  Müller 1999，第252頁.
75. ↑  Müller 1999，第255頁.
76. ↑  Müller 1999，第261頁.
77. ↑  Gedenkstätten Bergen-Belsen.
78. 1 2  Neil Genzlinger, "Gena Turgel, Holocaust Survivor With a Love Story, Dies at 95" （页面存档备份，存于）, NY Times, June 14, 2018, at B15.
79. ↑  Stichting, "Typhus"，第5頁.
80. ↑  Park, Madison. "Researchers say Anne Frank perished earlier than thought" （页面存档备份，存于）, CNN, 1 April 2015
81. ↑  Corder, Mike. . Yahoo News. 2015-03-31  [2015-04-13]. （原始内容存档于2016-03-04）.
82. ↑  US Holocaust Memorial Museum.
83. ↑  Lee 2000，第211–212頁.
84. ↑  Müller 2013，第39, 48–49頁.
85. ↑  Enzer & Solotaroff-Enzer 1999，第176頁.
86. ↑  The Biography of Anne Frank - Roses from the Earth，p. 216
87. ↑  Lee 2000，第216頁.
88. ↑  Prose 2009，第74頁.
89. ↑  Frank 1995，第242頁.
90. ↑  Prose 2009，第75頁.
91. ↑  Romein.
92. ↑  Romein，Jan. . Anne Frank Huis.   [2007-11-25]. （原始内容存档于2007-04-29）.
93. ↑  Lee 2000，第223頁.
94. ↑  The Biography of Anne Frank - Roses from the Earth，p. 223
95. ↑  Prose 2009，第80頁.
96. ↑  Lee 2000，第225頁.
97. ↑  The Biography of Anne Frank - Roses from the Earth，p. 225
98. ↑  Müller 1999，第276頁.
99. ↑  Prose 2009，第253–254頁.
100. 1 2  Frank 1989，第102頁.
101. ↑  The Diary of Anne Frank，The Critical Edition，p. 102
102. ↑  Blumenthal 1998.
103. ↑  Blumenthal，Ralph. . New York Times. 1998-09-10  [2007-11-25]. （原始内容存档于2010-09-04）.
104. ↑  Müller 2013，第342–344頁.
105. ↑  Levin 1952.
106. ↑  Michaelsen 1997.
107. ↑  Berryman 2000，第78頁.
108. ↑  Rosow 1996，第156頁.
109. 1 2 3  Westra et al. 2004，第242頁.
110. ↑  . Jewish Telegraphic Agency. 1961-09-21  [2014-04-27]. （原始内容存档于2020-01-03）.
111. ↑  Graver.
112. ↑  Feldman 2005.
113. ↑  Clinton 1994.
114. ↑  Mandela 1994.
115. ↑  Müller 1999，第305頁.
116. ↑  Lee 2000，第222–33頁.
117. ↑  Stichting, "Simon Wiesenthal".
118. 1 2  Rosenblatt 1999.
119. ↑  Prose 2009，第241頁.
120. ↑  Frank & Holmer 2005，第340頁.
121. 1 2 3 4  Stichting, "Authenticity of the Diary".
122. 1 2  Lee 2000，第241–246頁.
123. ↑  Stichting, "Legal rulings".
124. ↑  Lee 2000，第233頁.
125. ↑  Prose 2009，第247–248頁.
126. ↑  Faurisson 2000.
127. ↑  Barnouw & Van Der Stroom 2003，第93–96頁.
128. ↑  Prose 2009，第240–249頁.
129. ↑  Stichting, "Ten Questions".
130. ↑  Boretz 1995.
131. ↑  O'Toole 2013.
132. 1 2  Anne Frank House Annual Report 2005.
133. ↑  Anne Frank-Fonds Annual Report 2003.
134. ↑  安妮·弗蘭克 at the JPL Small-Body Database
  -     - Close approach · Discovery · Ephemeris · Orbit diagram · Orbital elements · Physical parameters
135. ↑  Anne Frank Educational Centre website 2012.
136. ↑  McCrum 2010.
137. ↑  Max 2007.
138. 1 2  Thomasson & Balmforth 2008.
139. ↑  Kreijger 2007.
140. ↑  Radio Netherlands 2010.
141. ↑  Engel 2013.
142. ↑  . News & Observer. The Associated Press. 2017-02-06  [2017-02-13]. （原始内容存档于2017-02-14）.
143. ↑  Stevens 1989.
144. ↑  Chester and Novello.
145. ↑  Gabbatt 2009.
146. ↑  Ferguson 2012.
147. ↑  . www.google.com.   [2022-06-25]. （原始内容存档于2022-07-06） （英语）.

## 外部連結
- 安妮·法蘭克之家 （页面存档备份，存于）
- 安妮·法蘭克基金會 （页面存档备份，存于）（Anne Frank Fonds）
- 美國安妮·法蘭克中心 （页面存档备份，存于）
- 美國大屠殺紀念館 - 展覽（安妮·法蘭克：沒有完結的故事）
- 安妮·法蘭克生前唯一拍攝的影像 （页面存档备份，存于）－YouTube